# ニーデルンハウゼン
ニーデルンハウゼン (ドイツ語: Niedernhausen)は、ドイツ連邦共和国ヘッセン州ダルムシュタット行政管区のラインガウ＝タウヌス郡に属す町村（以下、本項では便宜上「町」と記述する）である。人口約15,000人のタウヌス山地の町である。ライン＝マイン地方の西部、ライン＝タウヌス自然公園に位置し、州都ヴィースバーデンと境を接している。
ニーデルンハウゼン地区（ここだけで人口の半分が住んでいる）とケーニヒスホーフェン地区は谷の斜面に位置している。町の中心部は谷の底にあたる。町は、面積の 58 % を占める混交林に囲まれている。
ニーデルンハウゼンは、ドイツ全体の平均に対して 134 % という高い購買力インデックスを示している。ニーデルンハウゼンは、シュラーゲンバートを抑えてラインガウ＝タウヌス郡で最も人口1人あたりの収入が多い町である。

## 地理

### 位置

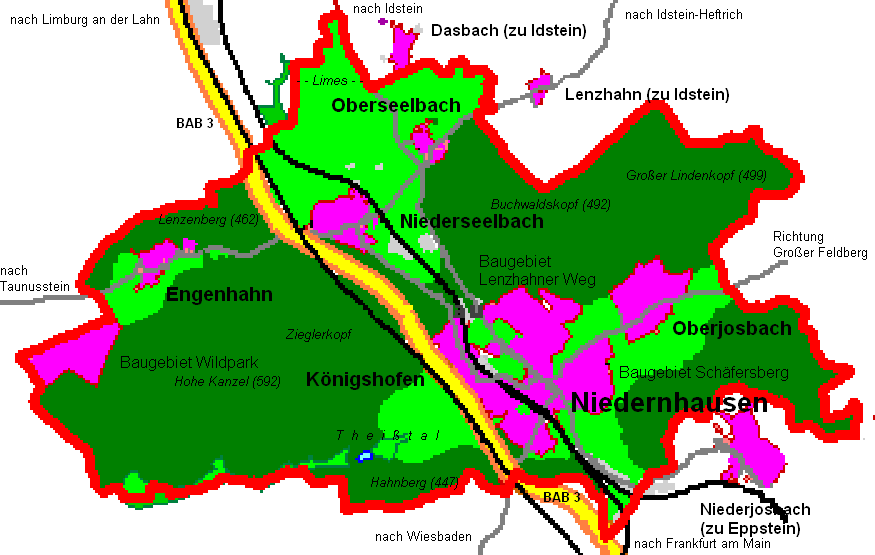
ニーデルンハウゼンの概略図

ニーデルンハウゼンでは、アルト＝ニーデルンハウゼンがケーニヒスホーフェン地区やオーバーヨスバッハ地区とともにホーアー・タウヌスに位置している。ホーアー・タウヌスは、中低山地であるタウヌス山地の高い山の多くが集まっている地域で、広い森に覆われて、集落はわずかである。ホーアー・タウヌスはリューデスハイム・アム・ライン近郊のニーダーヴァルトから北東方向にバート・ナウハイム近くのヴェッテラウまで延びている。残りの地区はヒンタータウヌスに属す。タウヌス山地は、切れ目となっているイトシュタイン盆地（ニーダーゼールバッハ近くでアウタールとなってニーデルンハウゼンの一部がこれに属す）によって東西に分けられている。ニーダーゼールバッハは、高度 351 m で、タウヌス山地中部における最も低い峠となっている。このため、この谷は広域交通にとって極めて重要である。
タウヌス山地の主脈は町域を南西から北東に貫いている。これは同時に南側のライン川水系およびマイン川水系と北側のラーン川水系とを分ける分水域にもなっている。この稜線の一部で、同時にヴィースバーダー・ホーホタウヌスの一部には、町内の最高地点である海抜 592 m のホーエ・カンツェルや海抜 492 m のレンツェンベルクが存在する。この連山の南側はニーデルンハウゼンの保養地で自然保護区となっているタイスタールが、北東のニーデルンハウゼン中心部に向かって広がっている。一方、北側はエンゲンハーナー・タールが延びており、その中を高地に位置するエンゲンハーンからイトシュタイン盆地に位置するニーダーゼールバッハに向かう州道が通っている。ニーダーゼールバッハの東側にはニーデルンハウゼン盆地が位置する。この谷の底に町の中心部がある（低い位置にあるグルデンミューレの高度は海抜 254 m）。ケーニヒスホーフェンの南斜面と北斜面はニーデルンハウゼンの新興住宅地およびオーバーヨスバッハ地区である。ニーデルンハウゼン、オーバーヨスバッハおよびさらに西に位置するオーバーゼールバッハの北側にそびえるのはホーアータウヌスの一部で、かつてはアイヒェルベルガ・マルクと呼ばれていた。この山塊にはブーフヴァルツコプフ（海抜 492 m）やリンデンコプフ（海抜 499 m）の山頂が含まれる。タイスタールの南側の山地で最も高いのは、ハーンベルク（海抜 447 m）である。
町内を4本の比較的大きな川が流れている。最も大きな川がダイスバッハ川で、エンゲンハーンから湧出し、エンゲンハーナー・タールを通ってニーダーゼールバッハへ向かい、さらにアウタールを通ってニーデルンハウゼンを流れる。この川は町域南西部のニーダーヨスバッハやエップシュタイン方向へ流れ、そこからシュヴァルツバッハと名前を変えて、オクリフテル付近でマイン川に注いでいる。タイスバッハ川は、タイスタールから湧出し、ニーデルンハウゼンの町役場前でダイスバッハに合流する。ゼールバッハ川は、レンツハーン付近から湧出し、オーバーゼールバッハを通ってニーダーゼールバッハ付近でダイスバッハ川に合流する。ヨスバッハ川は、オーバーヨスバッハ近郊で湧出し、ニーダーヨスバッハで同じくダイスバッハ川に合流する。
フランクフルト・アム・マインからリムブルク・アン・デア・ラーンへ向かう鉄道マイン＝ライン線がアウタールを通って東西に町域を貫いている。その南側を並行して連邦アウトバーン A3号線とICE-高速鉄道ケルン - ライン/マイン線が走っている。両路線はそれぞれ、立派な橋でタイスタールを横断している。
| 山の名称                   | 高さ       | 属する山地               |
| -------------------------- | ---------- | ------------------------ |
| ホーエ・カンツェル         | 海抜 592 m | ラインガウ＝タウヌス山地 |
| グローサー・リンデンコプフ | 海抜 499 m | ホーホタウヌス山地       |
| ブーフヴァルツコプフ       | 海抜 492 m | ホーホタウヌス山地       |
| レンツェンベルク           | 海抜 462 m | ラインガウ＝タウヌス山地 |
| ハーンベルク               | 海抜 447 m | ラインガウ＝タウヌス山地 |
| ヘレンベルク               | 海抜 436 m | ラインガウ＝タウヌス山地 |
| エーゼルコプフ             | 海抜 391 m | ホーホタウヌス山地       |

### 地質学
山塊は、「ホーエ・カンツェル」にも属すが、堅くて負荷に対して耐性があるものの、ひび割れて水を通しやすい珪岩質の岩で構成されている。その層は急角度に傾いており、しばしば垂直に近い。この黄白色の、ときおり赤色を帯びたタウヌス珪岩は、砂状の海の堆積物から生成された。山の圧力とそれに伴う発熱により、元の堆積物が珪岩に変成した。
ニーデルンハウゼンの町域には、こうした珪岩の見応えのある箇所がいくつかある。ホーエ・カンツェルの山頂のブロックや、ニーデルンハウゼンとレンツハーンとの間の高さ479 m のホーラー・シュタインなどがそれである。後者は1929年に自然保護の対象に指定された。ニーデルンハウゼンのアウトバーン・インターチェンジ近くに、「グラウアー・シュタイン」（直訳: 灰色の石）と呼ばれる山があり、その近くにかつての珪岩工場が存在する。

### 町の構成
この町は、かつて独立した町村であった6つの地区で構成されている。エンゲンハーン、ケーニヒスホーフェン、ニーデルンハウゼン、ニーダーゼールバッハ、オーバーヨスバッハ、オーバーゼールバッハである。ニーデルンハウゼン地区に人口の半分以上が住んでいる。新興住宅地のレンツハーナー・ヴェークとシェーファースベルクもこの地区にある。
| 地区名               | 人口（概数） |
| -------------------- | ------------ |
| ニーデルンハウゼン   | 7,700        |
| オーバーヨスバッハ   | 2,150        |
| ニーダーゼールバッハ | 2,000        |
| ケーニヒスホーフェン | 1,900        |
| エンゲンハーン       | 1,350        |
| オーバーゼールバッハ | 450          |

表注:
1. ↑  レンツハーナー・ヴェーク住宅地とシェーファースベルク住宅地を含む
2. ↑  ヴィルパルク住宅地を含む

### 隣接する市町村
ニーデルンハウゼンは、西はタウヌスシュタイン、西から北にかけてイトシュタイン（ともにラインガウ＝タウヌス郡）、東はエップシュタイン（マイン＝タウヌス郡）、南は郡独立市で州都のヴィースバーデンと境を接している。

## 歴史

### 町の始まりとローマの国境地域（1世紀）
1974年にオーバーヨスバッハ近郊で石斧が発見された。これは新石器時代の鐘状ビーカー文化時代（紀元前2300年から紀元前1600年頃）のものであると同定された。これは、定住を示す証拠とは言えないが、ヒトの存在を示すものではある。

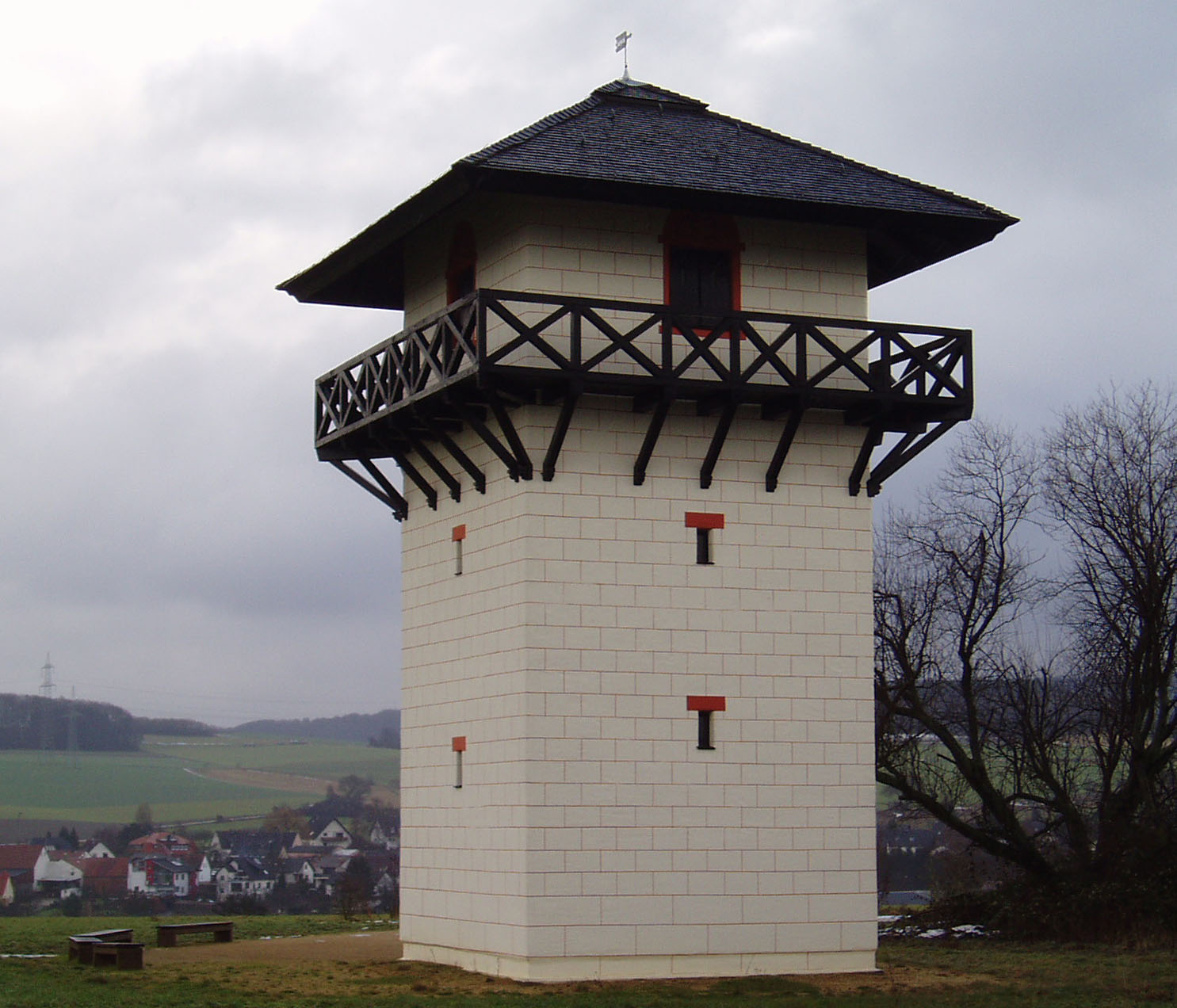
2002年に復元されたダスバッハー・ヘーエの見張り塔

紀元前後の替わり目頃にローマ人が現在のニーデルンハウゼンの町域に進出してきた。紀元後86年に、現在のオーバーゼールバッハとイトシュタインとの間でリメスの建設が始まった。リメスは2005年8月15日に UNESCO により世界遺産に登録された。現在のニーデルンハウゼン地区はローマ側、一方のイトシュタインはゲルマン側であった。2002年のヘッセンの日を記念して、ニーデルンハウゼンの町境のすぐ近く、ニーデルンハウゼンとイトシュタインとを結ぶ州道沿いのダスバッハー・ヘーエに、ローマ時代の見張り塔が復元された。オーバーゼールバッハの北約 2 km のイトシュタイン市ヘルトリヒ地区には、カステル・アルテブルクがあった。

### 最初の中世の遺跡と文献記述（1196年 - 1283年）
現在のニーデルンハウゼンの町域で、その起源となった2つの集落が、オーバーヨスバッハ教区とニーダーゼールバッハ教区である。前者は、1196年に初めて文献に記録されている。これにはオーバーヨスバッハが神の恩寵により住民と財産を殖やしたことから、マインツ大司教によって母教会からの完全な自由を認められたことが記されている。聖ミヒャエル教区は中世には存在してなかったが、オーバーヨスバッハは教会の中心的集落に発展していった。これに対してオーバーヨスバッハの集落は早くも10世紀に成立しており、現在の町域で最も古い集落であったと考えられる。
ニーダーゼールバッハ近郊のヴィーゼングルントの旧ヨハネス教会は、オーバーゼールバッハ、エンゲンハーン、レンツハーン、ケーニヒスホーフェン、ニーデルンハウゼンを包含するいわゆるゼールバッハー・グルントの中心であった。さらに、ニーダーゼールバッハ教区はダスバッハの支教会を管轄していた。ゼールバッハー・グルントは1196年からオーバーヨスバッハ教区に属していたのだが、1220年頃にナッサウ家が独立したニーダーゼールバッハ教区を創設したことで道が分かれた。教会の起源はおそらく800年頃のカロリング朝にまで遡り、当時はフェルトキルヒェ（集落から離れた場所に設けられた教会）として存在していた。
エンゲンハーンの建設は、775年のブライデンシュタット修道院の設立にまで遡る。当時周辺には荘園が設けられていた。Enicho という名前の修道士が集落を創設したことが、エンゲンハーンという地名の由来となった: Enicho im Hag または Unechenhagin がそれで、「垣根で囲まれた  Enicho」を意味する。この集落は1221年に初めて文献に記されている。オーバーゼールバッハは、レンツハーンとともに、シュロスボルンの十分の一税台帳に Medietas Ville superioris Selebach として現れる。これは1226年から1233年の間の記述とされてエイル。ケーニヒスホーフェンとニーデルンハウゼンは1220年頃に、マインツのシュテファン教会の目録に、Kunigishoue と Niederinhusin の Villa として初めて記録されている。

### ナッサウ＝イトシュタイン家とエップシュタイン家との境界紛争
ニーデルンハウゼンの町域は、中世初期からナッサウ＝イトシュタイン家とエップシュタイン家との境界紛争の的であった。紛争は13世紀のエップシュタインのフェーデにより頂点に達した。この戦いでオーバーヨスバッハの新しい教区教会が繰り返し破壊され、1321年にやっと後継の建物が完成した。フェーデは、境界領域の帰属を新たに規定した1283年の賠償協定で調停が成立した。その後もかなり流動的であった両家の境界は1500年頃になってやっと確定した。ニーデルンハウゼンの対になる小さな集落オーベルンハウゼンは境界地域にあったが、この頃にペストの犠牲となり、1544年にはすでに存在していなかった。
宗教改革は、ゼールバッハー・グルントとオーバーヨスバッハとの2つの地域で対応が分かれた。後者は1540年から1604年までプロテスタント化した後、1581年からマインツ選帝侯領となった事で再びカトリック化された。これに対してニーダーゼールバッハ教区に属す集落は、ナッサウ＝イトシュタイン家の信仰に従って、1581年からルター派を信仰した。
こうした状況は三十年戦争の終わりまで続いた。この戦争はこの地域の村を酷く痛めつけた。ニーデルンハウゼン、ケーニヒスホーフェン、エンゲンハーンはほぼ完全に無人となり、オーバーゼーバッハで生き延びた者はわずか14人であった。
ヴェストファーレン条約締結後、ナッサウ＝イトシュタイン伯ヨハネスは、伯領内の荒廃した集落、ニーデルンハウゼン、ケーニヒスホーフェン、エンゲンハーンにリエージュ司教領からのワロン人を住まわせた。伯は彼らがカトリックの信仰に従うことを許したが、それでもニーダーゼールバッハのルター派牧師に従属するよう命じた。ニーデルンハウゼンには現在もワロン人の姓を名乗る人々が数家族いる。ワロン人の勧めで、ニーデルンハウゼンに製鉄所が設けられた。
マインツ選帝侯で大司教のアンゼルム・フランツ・フォン・インゲルハイムは、1680年にオーバーヨスバッハの礼拝堂をルネサンス様式の教会に建て替えた。

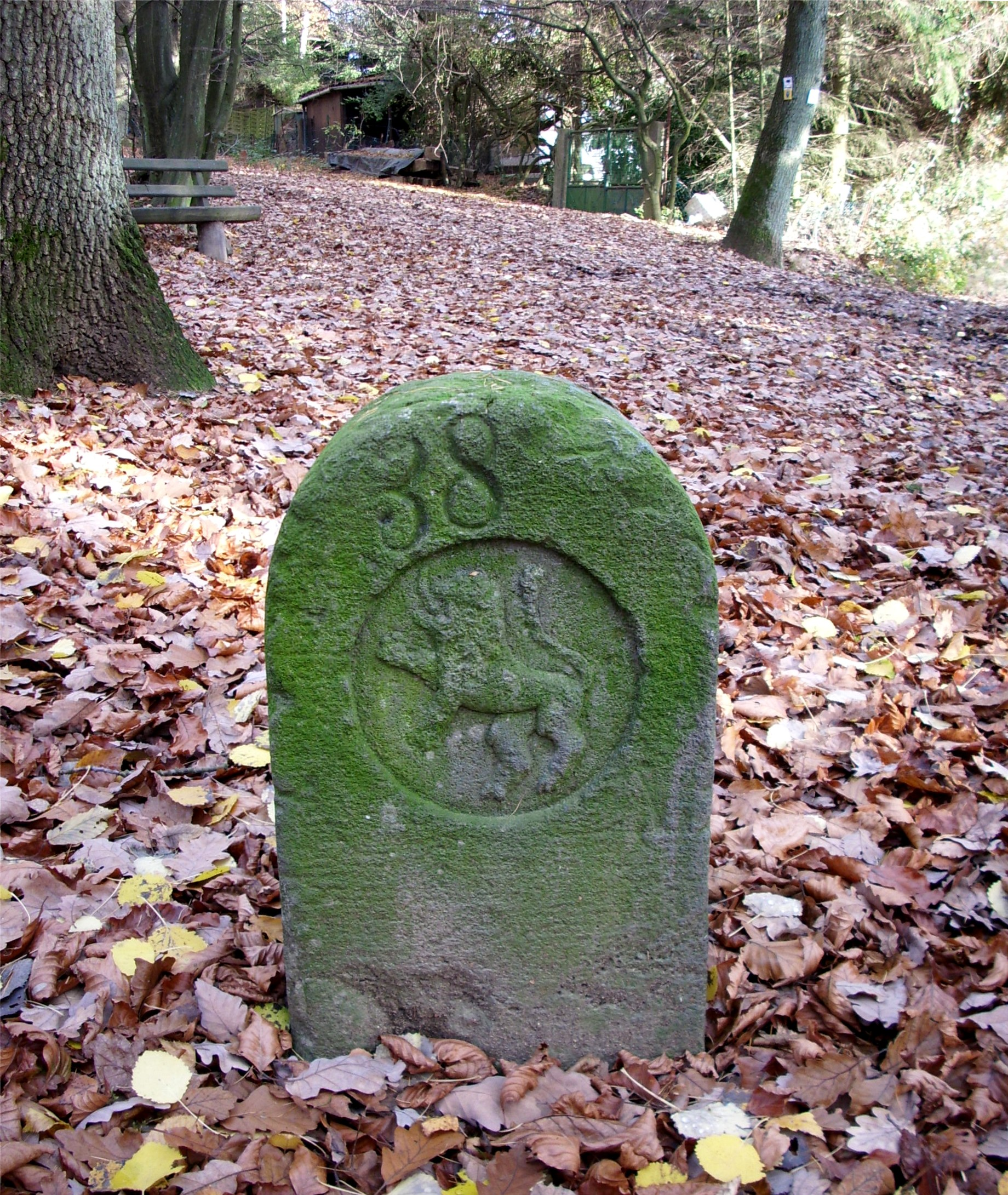
オーバーヨスバッハの境界石。ナッサウの獅子が彫られている。

1723年、イトシュタインとエップシュタインとの間の境界に境界石が置かれた。その一方の面にはナッサウの獅子が、他方にはマインツの輪が刻まれた。この石は現在もニーデルンハウゼンとオーバーヨスバッハとの間で観ることができる。1728年、選帝侯で大司教のロタール・フランツ・フォン・シェーンボルンは改めてオーバーヨスバッハに教区を設け、ゼールバッハー・グルントのカトリック教徒も国境を越えてここに新たな故郷を見いだした。ニーダーゼーバッハの学校は、1778年に初めて記録されている。この学校へは周辺の村の子供達が訪れた。

### ナッサウ公国、鉄道建設、保養地（1806年 - 1914年）
1806年にナッサウ公国が成立した。これにより、オーバーヨスバッハとニーデルンハウゼンとの間の中世の国境は意味をなくした。
オーバーゼールバッハは、現在はイトシュタインに属す隣村ダスバッハおよびレンツハーンと1859年に学校連合を結成し、1863年に新たな校舎を開校した。
1877年の鉄道建設により大きな飛躍が訪れた。これ以後マイン＝ラーン鉄道は、ライン＝マイン地方をリムブルク・アン・デア・ラーンと結びつけた。1879年にヴィースバーデンへの新たな鉄道路線が開通し、ニーデルンハウゼンは鉄道の乗り換え地点となった。最初の駅舎は1880年に建設されたが、1906年に新たに立派な建物が建設され、機関車のための軌道設備や充填施設が設けられた。古い機関庫やそれに付属する水道塔が現在も遺されている。1913年に第2の路線のための軌道が設けられた。1903年にニーダーゼールバッハにも駅が設けられたが、1971年に再び閉鎖された。

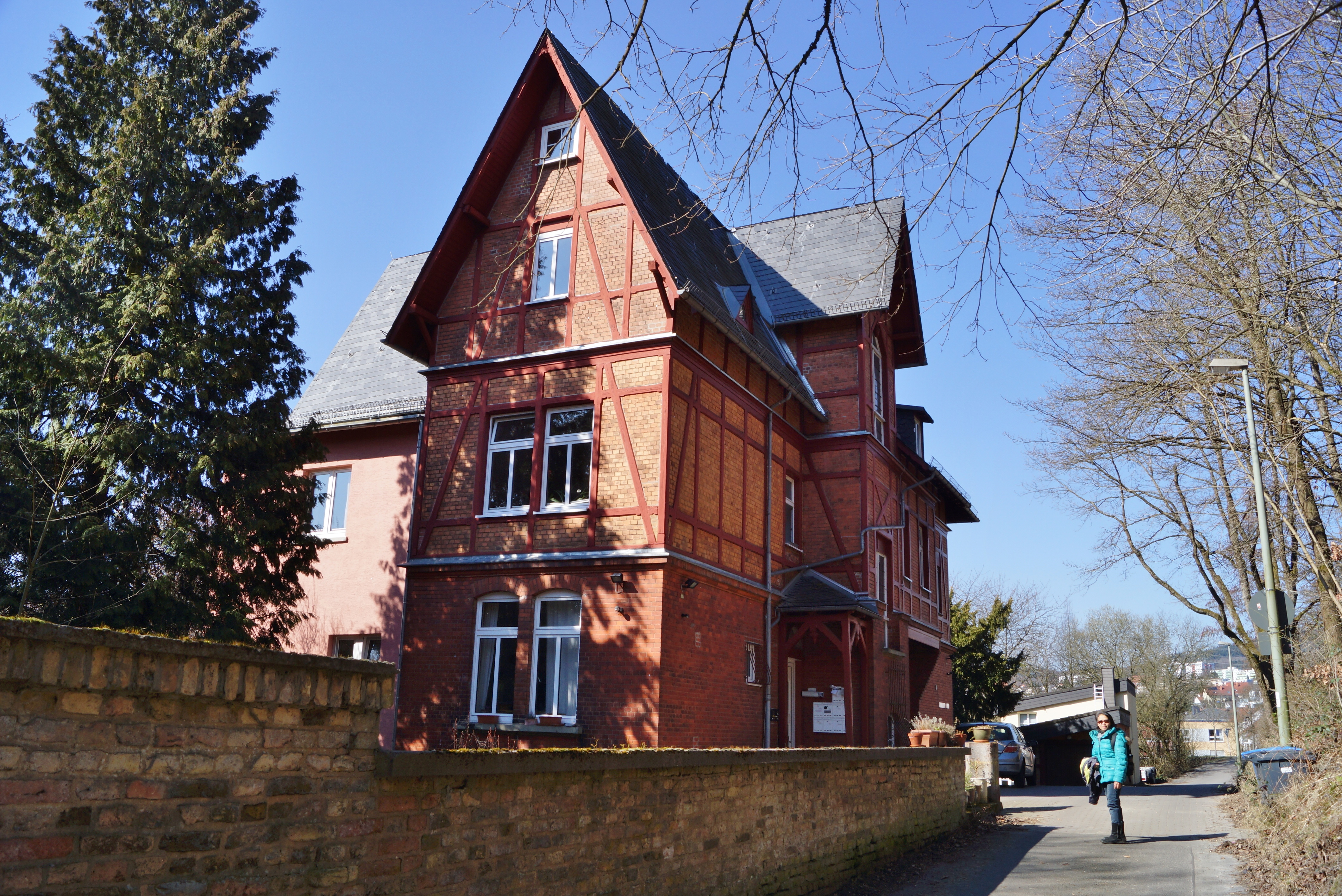
フランクフルター通りのユースホステル

それまで何世紀もの間農林業で生計を立てていた住民は、容易に往来可能となった都市で商工業に就業する機会を得た。これにより、ニーデルンハウゼンとニーダーゼールバッハだけでなく、近隣の村も利益を得た。簡単に行き来できるようになったことでニーデルンハウゼンは保養地に変貌した。保養客は鉄道で気軽に来ることができた。シェーネ・アウスジヒトの旧保養地区にある泡沫会社設立時代の古いホテルや邸宅の多くはこの時代に造られたものである。フランクフルター通りには現在も古いユースホステルがある。私的なクアハウスが、ケーニヒスホーフェンとニーデルンハウゼンとの境界にあたるタイスタールの旧プルファーミューレである。20世紀への替わり目頃にはニーデルンハウゼンの人口は約1,200人にまで増加した。

### ヴァイマル共和政、第三帝国、第二次世界大戦
第一次世界大戦後、30 km 圏内のライン川左岸の3つの橋頭堡ケルン、コブレンツ、マインツが、連合国に占領された。ニーデルンハウゼンと現在の町域に含まれる地区はフランス軍に占領され、一時期は100人以上の兵士が存在した。1919年9月に兵士たちは小さな村から再び撤収した。1919年11月8日、第1回の町長選挙が行われ、女性たちも初めて投票を行った。
第一次世界大戦後も多くの保養客や夏の休暇の客、特にユダヤ人がニーデルンハウゼンを訪れた。もしかすると、こうした状況や何世紀も前にニーデルンハウゼンにワロン人が住み着いたことが、外国文化との交流を普通のこととする素地となっているのかもしれない。いずれにせよ、ナチ時代から特筆すべき政治活動の記録はない。「フューラー＝シューレ」（直訳: 総統学校）と呼ばれる学校が創られ、ヒトラーユーゲントの育成に用いられた。
ドイツの多くの都市と同様に、ニーデルンハウゼンでも通りや建物の改名が行われた。ヒンデンブルク広場が設けられ、ケーニヒスホーフェンのニーダーゼールバッハー通りとニーデルンハウゼンのアウ通りの一部がアドルフ＝ヒトラー通りと呼ばれるようになった。生徒の報告によれば、教師たちはこの路線に忠実であったようで、救援物資を収集するよう生徒を扇動した。しかし、散発的に政府批判的な声もあった。たとえば、フューラー＝シューレのある職員は、広報紙「デア・シュテュルマー」の予約購読をキャンセルした。だが彼はその責任をとらなければならなくなった。終戦間際の町長が避難を命じた際には、町民の笑いものになった。
1937年から1939年にアウトバーンが建設され、増加した自動車が利用するインターチェンジもニーデルンハウゼンに設けられたため町は一層発展した。第二次世界大戦前に完成していたタイスタール橋は、一時期最大700人の労働者が建設に従事した。ニーデルンハウゼンはそれだけの人数が宿泊させ、サービスを提供しなければならなかった。
第二次世界大戦の初期、ニーデルンハウゼンは被害を受けなかったが、1944年から連合国軍の侵攻とともに状況は変化していった。鉄道分岐点としての重要性や通信施設を備えたフューラーシューレがあったことから、周辺の同規模の町に比べ、重点的な爆撃目標とされた。1944年5月から1945年3月までの間に、少なくとも8回の空襲が行われた。最も激しかった1945年2月22日の空襲では、駅舎、線路施設の大部分、格納されていた機関車約30輌と数ダースの車両が破壊された。駅施設だけでなく、ニーデルンハウゼンやケーニヒスホーフェンの多くの民家も攻撃によって被害を受けた。1944年7月、エップシュタインからの列車が爆撃された。この攻撃による死者は30人から40人であったと見積もられている。1944年8月25日から26日にかけての夜には、焼夷弾によってオーバーヨスバッハの教区教会が基礎壁に至るまで焼失した。すべての爆撃を合計すると、約200人が命を落としている。現在もニーデルンハウゼン周辺の森には爆撃クレーターが遺っている。1944年8月の攻撃の際、パラシュート降下した3人のアメリカ兵が住民のリンチに遭った。
1945年3月にアメリカ軍がエンゲンハーンやニーダーゼールバッハを経由して、ケーニヒスホーフェンおよびニーデルンハウゼンに侵攻してきた時には、抵抗はなされなかった。この事とGIの侵攻が急速であったため、タイスタール橋の爆破は阻まれた。

### 戦後、1971年まで
第二次世界大戦後、ドイツ西部がどこでもそうであったように、数多くの難民や旧ドイツ東部領土およびズデーテン地方から逐われた人々が、いくつかの集落、特にオーバーヨスバッハ、ニーデルンハウゼン、ケーニヒスホーフェン、ニーダーゼールバッハに流入した。これにより人口は増加し、たとえばニーダーゼールバッハの人口は1960年には1939年当時の倍にまで増加した。そのため、1950年代に最初の新興住宅地が指定された。
オーバーヨスバッハの再建された教区教会は、1949年に再開された。
エンゲンハーンでは、鳥獣園の敷地がまず別荘地に造り替えられた。1975年からここは、ヴィム・テルケ（タレント）、エビー・トゥスト（ボクサー）、ザーザンネ・フレーリヒ（作家）といった著名人が住む、公的な閉鎖的高級住宅地となった。
オーバーゼールバッハは1964年にコンテスト「Unser Dorf soll schöner werden」（直訳: 我らの村は美しくなる）に初めて参加し、1965年にヘッセン州で優勝した。
1960年代にライン＝マインSバーンの建設が計画され、ニーデルンハウゼンがその終点になると予想されたことから、この町は著しい人口増加を経験した。大規模住宅地レンツハーナー・ヴェークが造成された。1970年代には4棟の高層住宅と数ダースの住宅街が建設された。Sバーン2号線は、1975年8月25日にニーデルンハウゼン駅に到達した。
1970年にオーバーゼールバッハからのバイパス道路が開通し、町中の狭い本通りを渋滞から解放した。

### 町境の変更と1971年からの町域再編
ニーデルンハウゼンとケーニヒスホーフェンは、古くから互いに反目していたのだが、ヘッセン州の地域再編に伴って町境変更協定に署名し、1971年10月1日に合併して新たな自治体ニーデルンハウゼンが形成された。ケーニヒスホーフェンという名称は、地区名として維持された。
1977年1月1日、それまで独立した町村であったニーデルンハウゼン、エンゲンハーン、ニーダーゼールバッハ、オーバーゼールバッハ、オーバーヨスバッハが州法に基づいて合併し、新たな自治体ニーデルンハウゼンが形成された。この町は、同時に新設された、バート・シュヴァルバッハを郡庁所在地とするラインガウ＝タウヌス郡の一部となった。これ以前ニーデルンハウゼンはマイン＝タウヌス郡に属していた。合併した旧町村と中核市区には、ヘッセン市町村法に基づき、オルツバイラート（地区委員会）とオルツフォアシュテーアー（地区代表）を有するオルツベツィルク（地区）を形成している。
それまでイトシュタインとニーデルンハウゼンとの間で、ゼールバッハー・グルントの自体に対して強力な勧誘がなされた。また、エンゲンハーン、オーバーゼールバッハ、ニーダーゼールバッハ、レンツハーン、ダスバッハで独立した自治体を創るという案もあった。最終的には、オーバーゼールバッハとニーダーゼールバッハはニーデルンハウゼンに合併し、ダスバッハとレンツハーンは長年にわたるオーバーゼールバッハおよびニーダーゼールバッハとの結びつきに反してイトシュタインに合併した。
1980年代初めにニーデルンハウゼンの古い校舎と町役場が自治体合併を承けて新たな町役場に拡張され、アウタールハレが建設された。
1985年にはニーデルンハウゼン地区近くのシェーファースベルクにさらに大規模な住宅地に指定された。
現在ニーデルンハウゼン地区にこの町の人口の半分が住んでいる。2番目に大きな地区が人口2,150人のオーバーヨスバッハ、最も小さな地区は450人のオーバーゼールバッハである。オーバーヨスバッハ、オーバーゼールバッハ、ニーダーゼールバッハ、エンゲンハーンは田舎の村の性格を残している。

## 住民

### 人口構成
Zensus 2011 によれば、調査日である2011年5月9日現在のニーデルンハウゼンの人口は14,410人である。このうち1,092人 (7.6 %) が外国人で、414人がEU圏内、213人がEU以外のヨーロッパ圏、451人がヨーロッパ以外の外国人である。ドイツ人住民の 10.3 % が移民を祖先に持つ。住民は6,615戸に住んでいる。このうち2,137戸が1人暮らし、2,176戸が子供のいないペア、1,735戸が子供のいるペア、45 戸が多世代同居、117戸が共同生活世帯である。

### 人口推移
ニーデルンハウゼンは、1977年1月1日の町村合併以後大きな人口増加を経ている。1987年5月の人口調査で12,055人だった人口は、2003年6月には14,722人に増加した。これはこの間に人口が 22 % 以上増加したことを意味している（郡平均は約 11 %）。その理由は、交通の便が良いことと同時に自然に近い環境であること、さらにこの時期にシェーファースベルク新興住宅地の建設が進んだことによる。しかし、その後増加の勢いは停滞している。それは、レンツハーナー・ヴェークやシェーファースベルクといった大規模な新興住宅に空きスペースがほとんど残っておらず、新たな住宅地の指定もなされていないためである。
| · | 現在、技術上の問題で一時的にグラフが表示されなくなっています。 |

### 宗教統計
- 1985年: 福音主義 121人 (23.77 %)、カトリック 388人 (76.27 %)[11]
- 1961年: 福音主義 830人 (38.37 %)、カトリック 1,236人 (57.14 %)[11]
- 2011年: 福音主義 4,670人 (32.5 %)、カトリック 4,330人 (30.2 %)、正教 160人 (1.1 %)、その他の宗教 300人 (2.1 %)、その他[原注 1] 4,770人 (33.3 %)[13]

## 行政

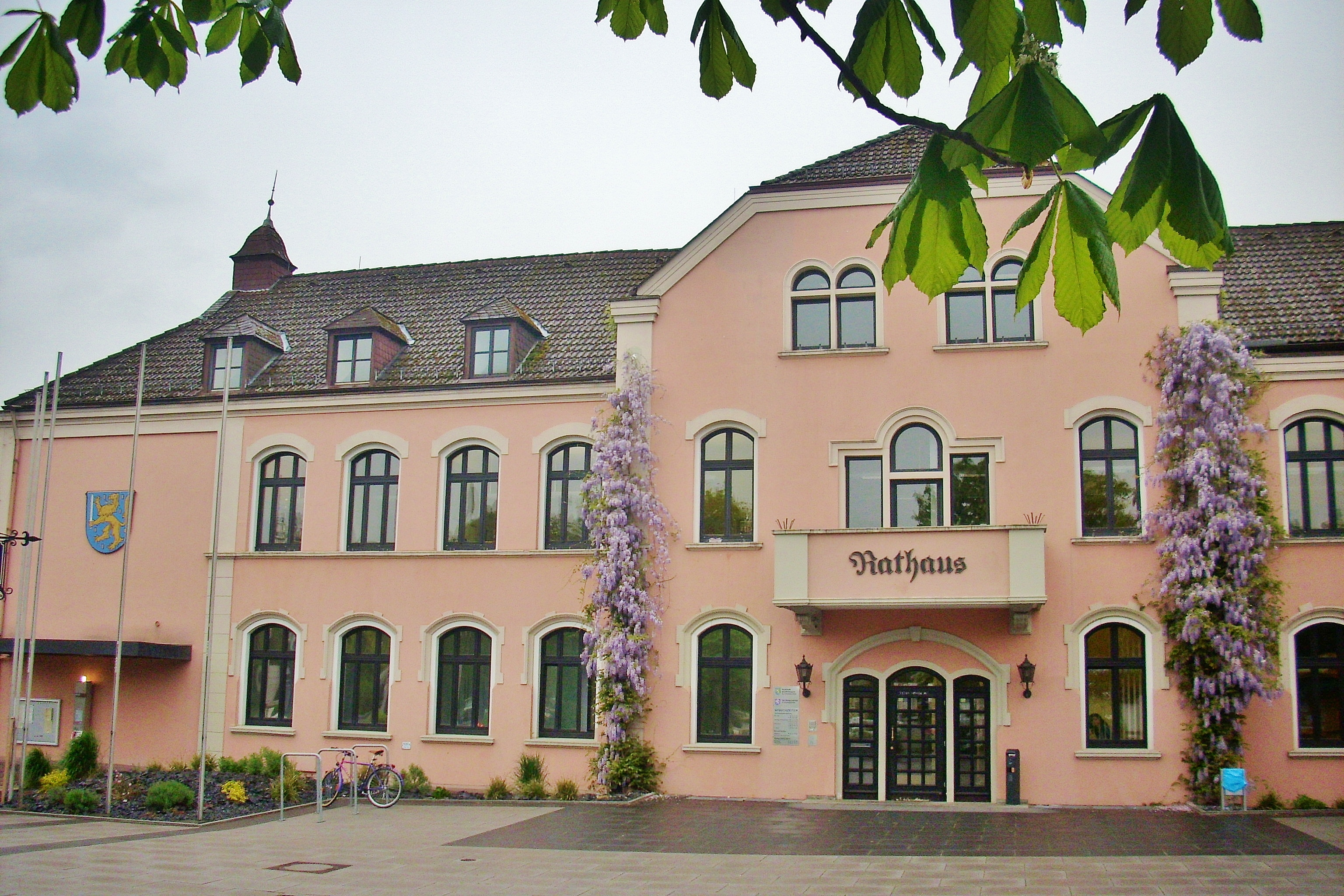
ニーデルンハウゼンの町役場

### 議会
ニーデルンハウゼンの町議会は37議席からなる。

#### 2021年町議会選挙でのマスター投票用紙事件
2021年の町議会選挙で、連邦全体でも未聞の事件が起こった。通常の郵便投票で数百通の見本投票用紙が送られてきたのであった。暫定結果の公表時に初めてかなり多くの無効票が確認され、345票の見本投票用紙が差し戻された。
町長と特別選挙委員による調査は、その出所を解明できなかった。

### 首長と町政委員会
2013年7月12日からヨアヒム・ライマンが町長を務めている。彼は2013年3月17日の決選投票で 57 % の票を獲得して町長に選出された。2018年10月28日の選挙では 83.6 % の支持票を得て再選された。
町議会が町政委員会を選出する。町政委員会は、基本条例に基づき9人で構成される。委員長は町長が務める。

### 紋章と旗

ニーデルンハウゼンの幟

#### 紋章
図柄: 青地に6枚の金色の小四角形が鏤められた背景に、赤い爪と舌で威嚇する金の獅子。その左手に銀の剣が握られている。
この紋章は1977年に紋章研究家ハインツ・リットによってデザインされ、1978年2月24日にヘッセン州内務省の認可を得た。
この紋章は、青地に金色のナッサウの獅子を描いている。左手の銀の剣は、オーバーヨスバッハがマインツ選帝侯領に属していたことを意味している。マインツ選帝侯の紋章は銀地に赤い剣である。剣は、同時にオーバーヨスバッハの守護聖人聖ミカエルの象徴でもある。獅子の周りの6枚の小四角形は、6つの地区を象徴している。

#### 旗
旗は、1979年4月27日にヘッセン内務省の認可を得た。
図柄: 左右両端に青い帯。その中に細い金の帯がある。中央の地は幅広の黄色で、上部 1/3 の位置に町の紋章がある。

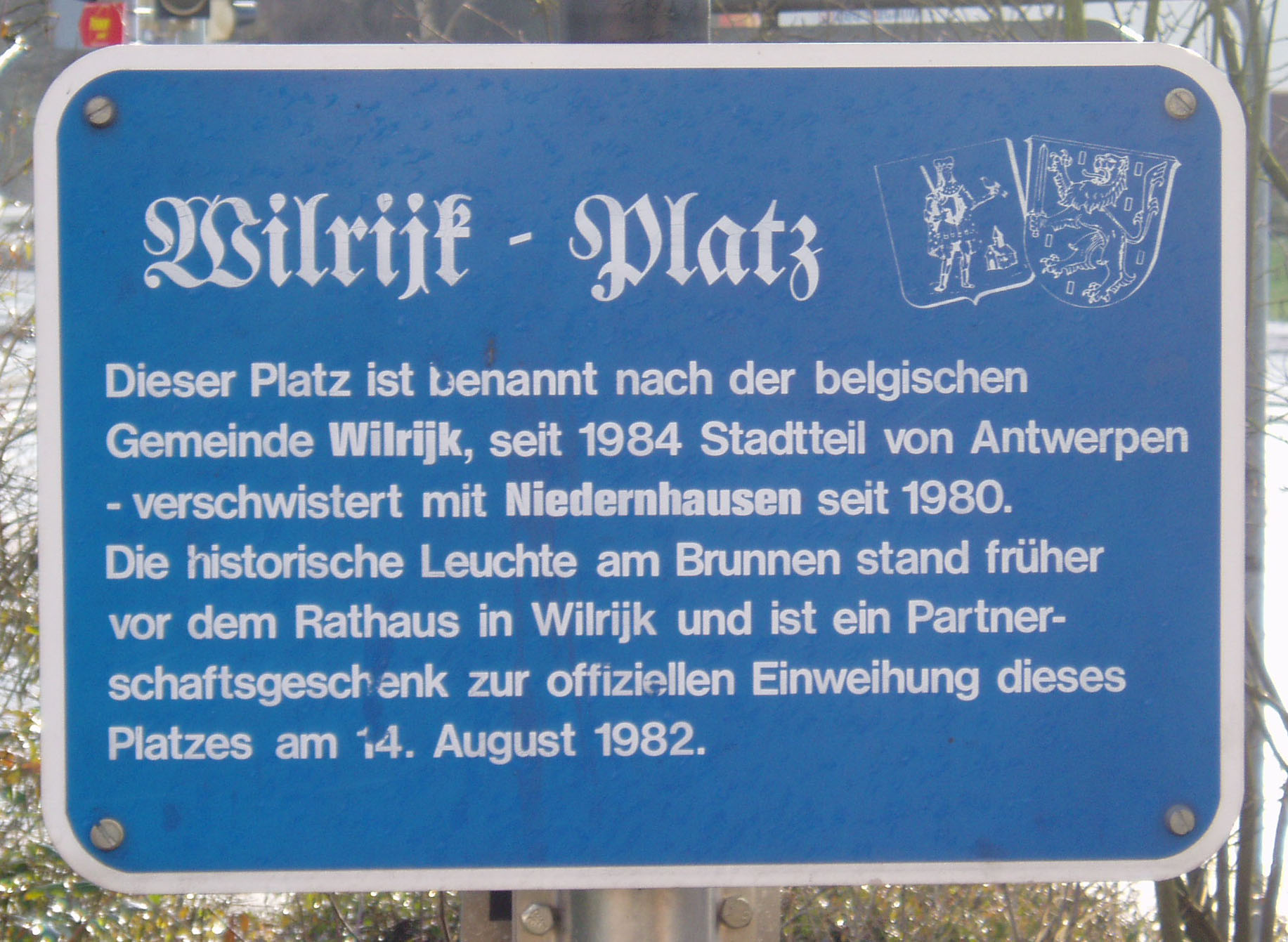
ウィルレイク広場の由来を記したプレート

### 姉妹自治体
- ウィルレイク（英語版）（ベルギー、アントウェルペン州アントウェルペンの市区）
  - この姉妹都市関係は、ウィルレイクがまだ人口約38,000人の独立した自治体であった1980年から続いている。これ以後定期的な交流が行われ、一方からもう一方へのサイクリングツアーなどが開催された。ウィルレイクは1984年にアントウェルペンの市区となったが、密接な交流に変化はなかった。ニーデルンハウゼンの町役場前の広場は、ウィルレイクにちなんで命名されている。
- イルフェルト（ドイツ語版、英語版）（ドイツ、テューリンゲン州ハルツトーア（ドイツ語版、英語版）の地区）
  - 1990年に壁が崩壊した直後、東側に組織的援助を行うために、テューリンゲン州のハルツ地方に位置する当時は人口3,000人の独立した市であったこの町との交流が始まった。ニーデルンハウゼンの主導で結ばれたイルフェルトとウィルレイクとの姉妹関係により三者の友好的連携が形成された。ニーデルンハウゼン駅前の広場は、改造後はイルフェルダー広場と呼ばれている。イルフェルトは2012年からハルツトーアの地区となっている。

## 経済と社会資本

### 経済構造
ニーデルンハウゼンはおおむね、いわゆるベッドタウンで、主にライン＝マイン地方に務める通勤者のための住宅地となっている。最も多いのがヴィースバーデンへの通勤者で約 30 %、僅差でフランクフルト・アム・マインがこれに次ぐ。町内の職場は人口とともに増えているが、通勤を主体とする構造であるため、その割合は約 10 % と比較的小さい。1987年6月には、1,192人がニーデルンハウゼンで働いていたが、2002年には約 21 % 増加して、1,443人がこの町で働いていた。1987年時点でのサービス業の割合は 65 %、2002年のそれは 71 % であった。購買力インデックスはドイツ平均に比べて 33.7 % 高く、ラインガウ＝タウヌス郡での最高値であった。
ニーデルンハウゼンには、主にサービス業の中小企業が存在している。30社以上のハイテク企業があり、そのうち約20社がIT-分野で、計測・制御工学の会社も7社ある。従業員数220人の最大の雇用主が、ニーダーゼールバッハのハルトマン印刷インクGmbH で、1968年からこの地にある。ハルトマン印刷インクは、印刷インク大手メーカーのサン・ケミカルの子会社である。もう一つの大口雇用主 H+ホテルは、254室でライン＝マイン劇場に隣接する会議ホテルである。1976年からドイツ語実用書の最大の出版社であるファルケン出版グループがあった。この出版社は120人の従業員、約1200冊の書籍で、約4500万ユーロの売り上げがあった。この出版社は2000年にベルテルスマン＝コンツェルンに吸収され、その社屋は閉鎖された。
このまちには4つの産業地区がある、ケーニヒスホーフェン、オーバーゼールバッハ、ニーダーゼールバッハの3つはやや小さく、アウトバーンのインターチェンジ近くにあるニーデルンハウゼンの産業地区はやや広い。さらに約 5 ha の土地を混合産業地区に指定する計画がある。

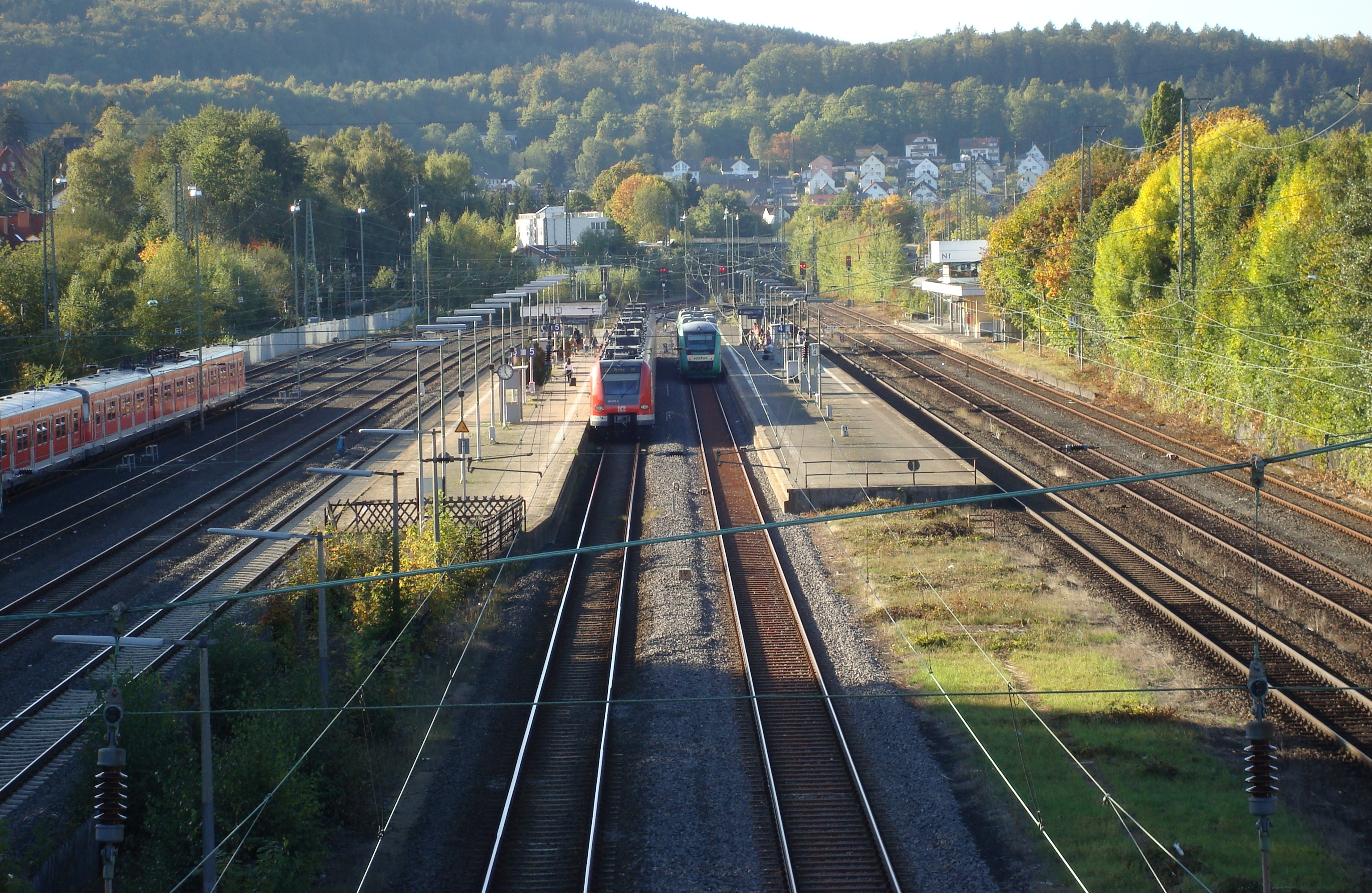
ニーデルンハウゼン駅

### 交通

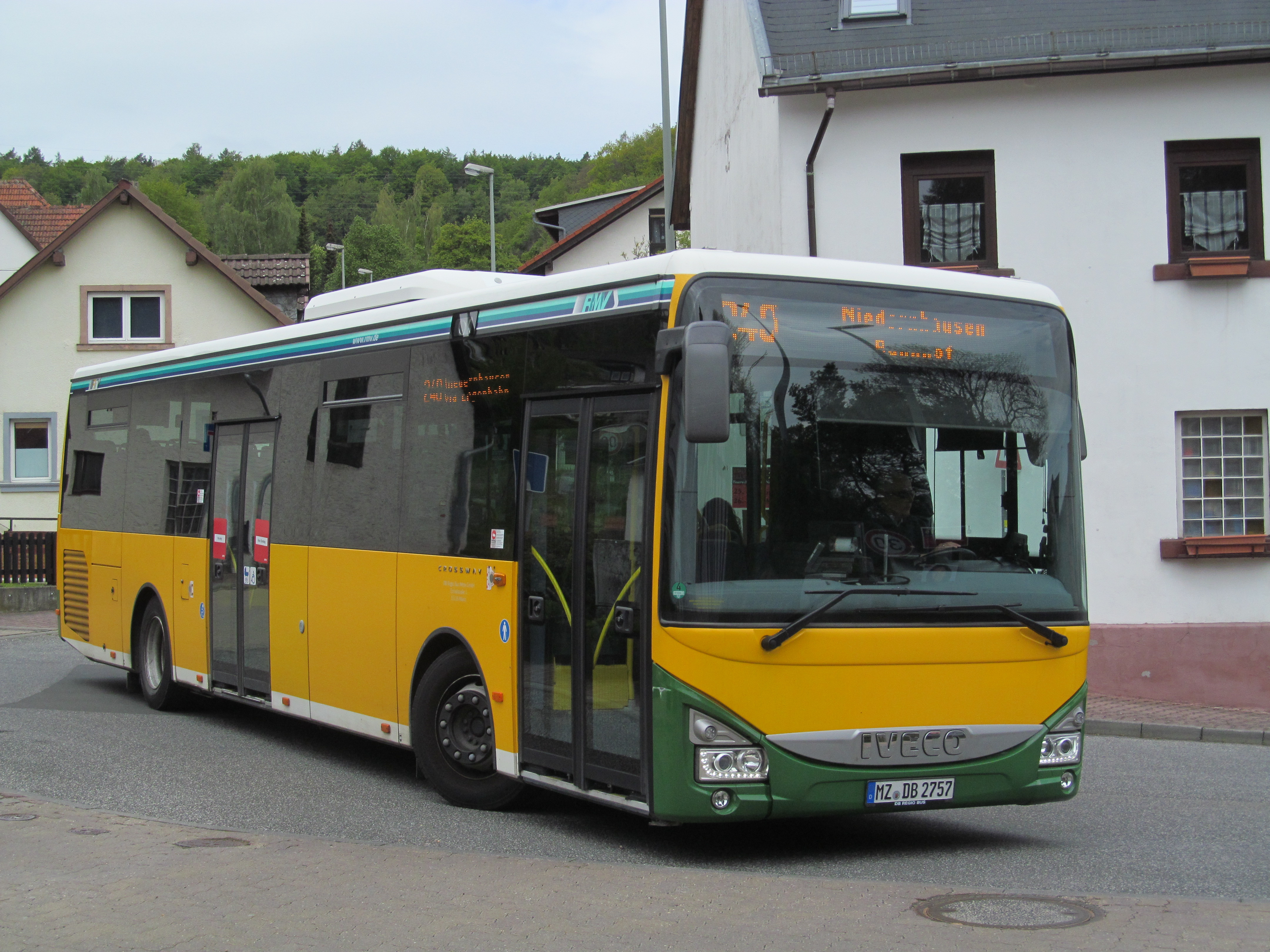
エンゲンハーン経由ニーデルンハウゼン駅行きの240号線のバス

ニーデルンハウゼン駅は、フランクフルト・アム・マインからリムブルク・アン・デア・ラーンへ向かうマイン＝ラーン鉄道の駅である。この路線は早くも1877年に開通した。この駅は、ヴィースバーデン中央駅へ向かうレントヒェス鉄道がここで分岐していたため、フランクフルト＝ヘーヒストとエシュホーフェンとの間に位置する重要な乗換駅となっていた。全国的に重要な駅であったことから、ニーデルンハウゼン駅は第二次世界大戦中何度も空爆の標的となった。
1975年からニーデルンハウゼンはさらにライン＝マインSバーン S2号線の終点にもなった。この路線は、この町とフランクフルト中央駅とを運行時間35分で結んでいる。この他に町内を、連邦アウトバーン A3号線と並行して高速鉄道ケルン - ライン/マイン線が、全長 2,765 m のニーデルンハウゼナー・トンネルで通っている。
フランクフルト・アム・マイン、ヴィースバーデン、リムブルク・アン・デア・ラーンへの鉄道路線の他に、ヴィースバーデン行きの市バス路線（ESWE交通の22番路線）がある。このバス路線は、オーバーヨスバッハ、ニーデルンハウゼン、ケーニヒスホーフェンとヴィースバーデンのナウロート市区やビールシュタット市区、さらにヴァイースバーデン内市街および中央駅を結んでいる。ヴィースバーデンまでの所要時間は、オーバーヨスバッハから約50分、ニーデルンハウゼン駅やケーニヒスホーフェンからは約30分である。他の地区は、地方バス220号線（通学時間帯のみ、オーバーヨスバッハ - タイスタールシューレ - シェーネ・アウスジヒト - ケーニヒスホーフェン - ニーダーゼールバッハ - エンゲンハーン/オーバーゼールバッハ - イトシュタイン）と240号線（ニーデルンハウゼン駅 - ケーニヒスホーフェン - オーバーゼールバッハ - ニーダーゼールバッハ - エンゲンハーン - ノイホーフ - ハーン）で互いに結ばれている。
ニーデルンハウゼンには、歩行者専用地区は、町役場前のウィルレイク広場以外にない。狭い1車線の主要商店街バーンホーフ通りは、様々なイベント（クリスマスマーケットなど）の際には完全に車両通行止めとなる。タウヌス山地の森に囲まれたこの町には、標識が整備された遊歩道が密に巡らされている。
ライン＝マインSバーンのニーデルンハウゼン駅前には、パーク・アンド・ライド駐車場がある。ニーデルンハウゼンのヴァルトシュヴィムバート（直訳: 森のプール）やライン＝マイン劇場にも十分な駐車場が用意されている。町の中核部にはこの他にも駐車場がある。
ニーデルンハウゼンには、フランクフルト・アム・マインとケルンとを結ぶ連邦アウトバーン A3号線のインターチェンジがある。インターチェンジは町の中心部から南に約 2 km の場所にある。インターチェンジ沿いを連邦道 B455号線が走っている。
フランクフルト空港へは、アウトバーンを使って約20分で行くことができる。鉄道を使うと、フランクフルト (マイン) 中央駅またはヴィースバーデン中央駅で乗り換えて約1時間である。空港へ短時間で行けるため、ニーデルンハウゼンはビジネスマンにも大変人気の住宅地である。

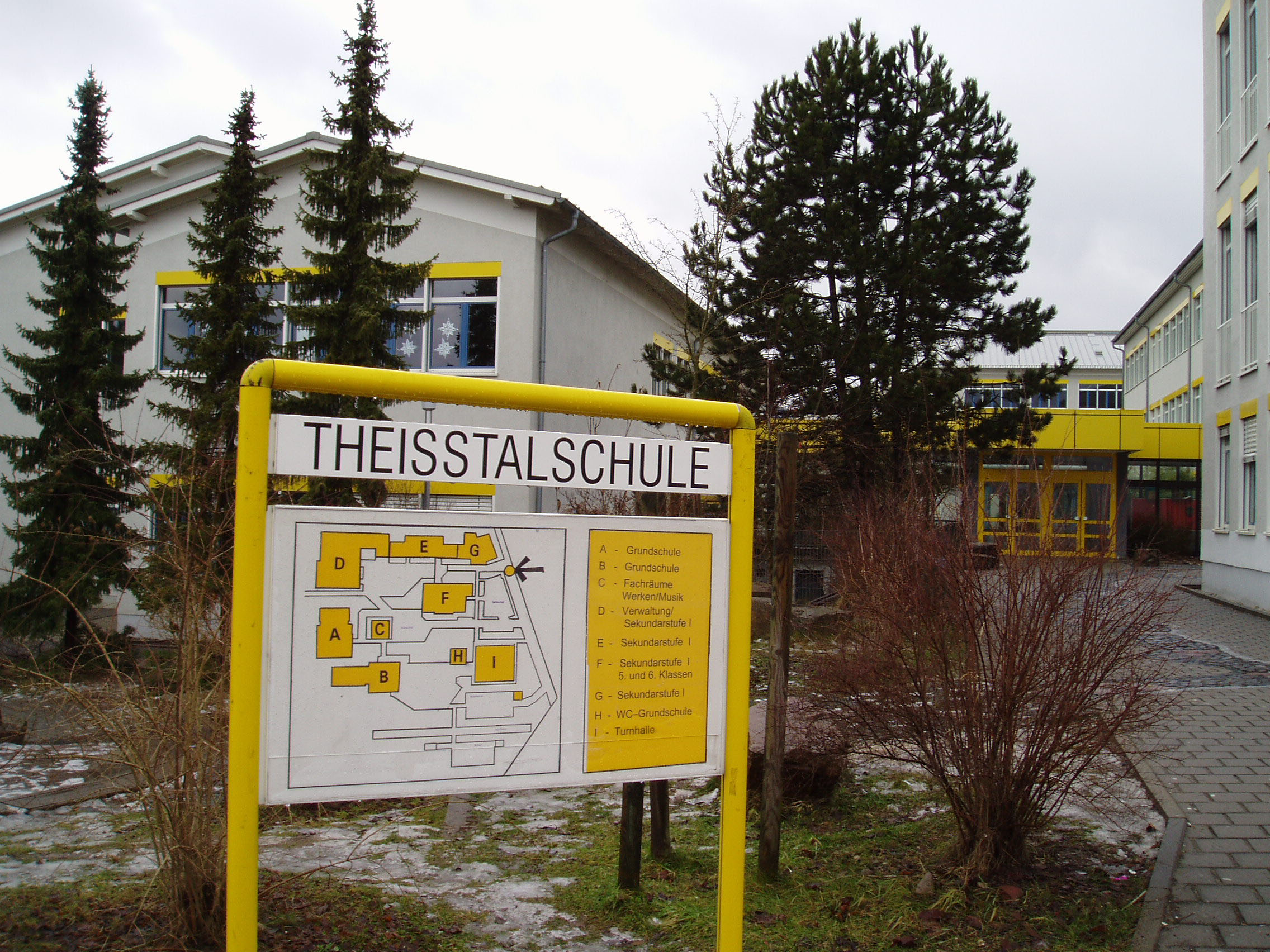
タイスタールシューレ

### 教育
ニーデルンハウゼンには公立の学校が2校ある。ニーデルンハウゼン地区のタイスタールシューレは、1990年代末に養護課程を有する基礎課程学校から、基礎課程部門、ギムナジウム部門、実科学校部門、本課程部門を有する共同型総合学校に拡張された。ニーダーゼールバッハ地区のレンツェンベルクシューレは、エンゲンハーン、ニーダーゼールバッハ、オーバーゼールバッハの中間に位置する基礎課程学校である。ケーニヒスホーフェン地区には私立ギムナジウムと音楽学校がある。
公立学校2校の運営者はラインガウ＝タウヌス郡である。

### 教会
町域内には、カトリック3つ、福音主義2つ、新使徒派1つの教会組織がある。カトリック教会はニーデルンハウゼンのマリア・ケーニギン教会、オーバーヨスバッハの聖ミヒャエル教会、エンゲンハーンの聖マルタ教会である。これらの教会組織は、周辺の教会組織とともに、イトシュタインに本部を置く聖マルティン・イトシュタイナー・ラント教区に包含される。2つの福音主義教会は、ニーデルンハウゼンのクリストゥス教会と、ニーダーゼールバッハにあるニーデルンハウゼンで最も古い教会である15世紀のヨハネス教会である。ニーデルンハウゼンの旧カトリック教会は現在、文化センターとして利用されている。

### スポーツおよびレジャー施設
ニーデルンハウゼンには多くのサッカーグラウンドがある。エンゲンハーンのハードグラウンド、ニーダーゼールバッハとニーデルンハウゼンの人工芝のグラウンドなどがその例である。この他にニーデルンハウゼン、ケーニヒスホーフェン、オーバーヨスバッハに小さなスポーツ・グラウンドがあり、また、タイスタールシューレには陸上競技施設がある。大きなドライ＝フェルダー体育館アウタールハレは、地元クラブが使用するだけでなく、メッセやその他のイベントにも用いられる。学校や大きなスポーツクラブは、それぞれ自前の体育館を有している。この他に、テニスクラブ、多くの広場や体育館、乗馬場、多くのケーゲルのレーン、複数の水槽やウォータースライダーおよび飛び込み台を有する人気のヴァルトシュヴィムバートなどがある。ヴァルトシュヴィムバートのすぐ隣に、2006年7月にインラインスケート場がオープンした。ニーデルンハウゼンのレジャー地区タイスタールには、グリル広場の他に大きな釣り池がある。エンゲンハーン地区では、厳冬期にクロスカントリースキーのロイペが整備される。

### 幼稚園、託児所、児童園、公民館
合計6園の公立幼稚園が、ニーデルンハウゼン（アーホルン通りおよびシェーファースベルク）、ケーニヒスホーフェン、ニーダーゼールバッハ、オーバーヨスバッハ、エンゲンハーンにある。ニーデルンハウゼンには町立の託児所「シャッツインゼル」アーホルン通りがある。カトリック教会は聖ヨーゼフ幼稚園を運営している。民間の父母会が、託児所と児童園を併設したリズミック音楽幼稚園 TASIMU を運営している。食堂を併設した大きなドライ＝フェルダー体育館（アウタールハレ）の近くに5つの地区がイベントを行うための体育館がある。この他に町役場駐車場近くに改修された古い屠畜所があり、青年集会所「シュレヒトハウス I4」として利用されている。若者たちはここでビリヤードやテーブルサッカーで遊んだり、ただくつろいで飲み物を飲んだり、小さなステージで演奏するバンドを聴いて過ごすことができる。

## 文化と見所

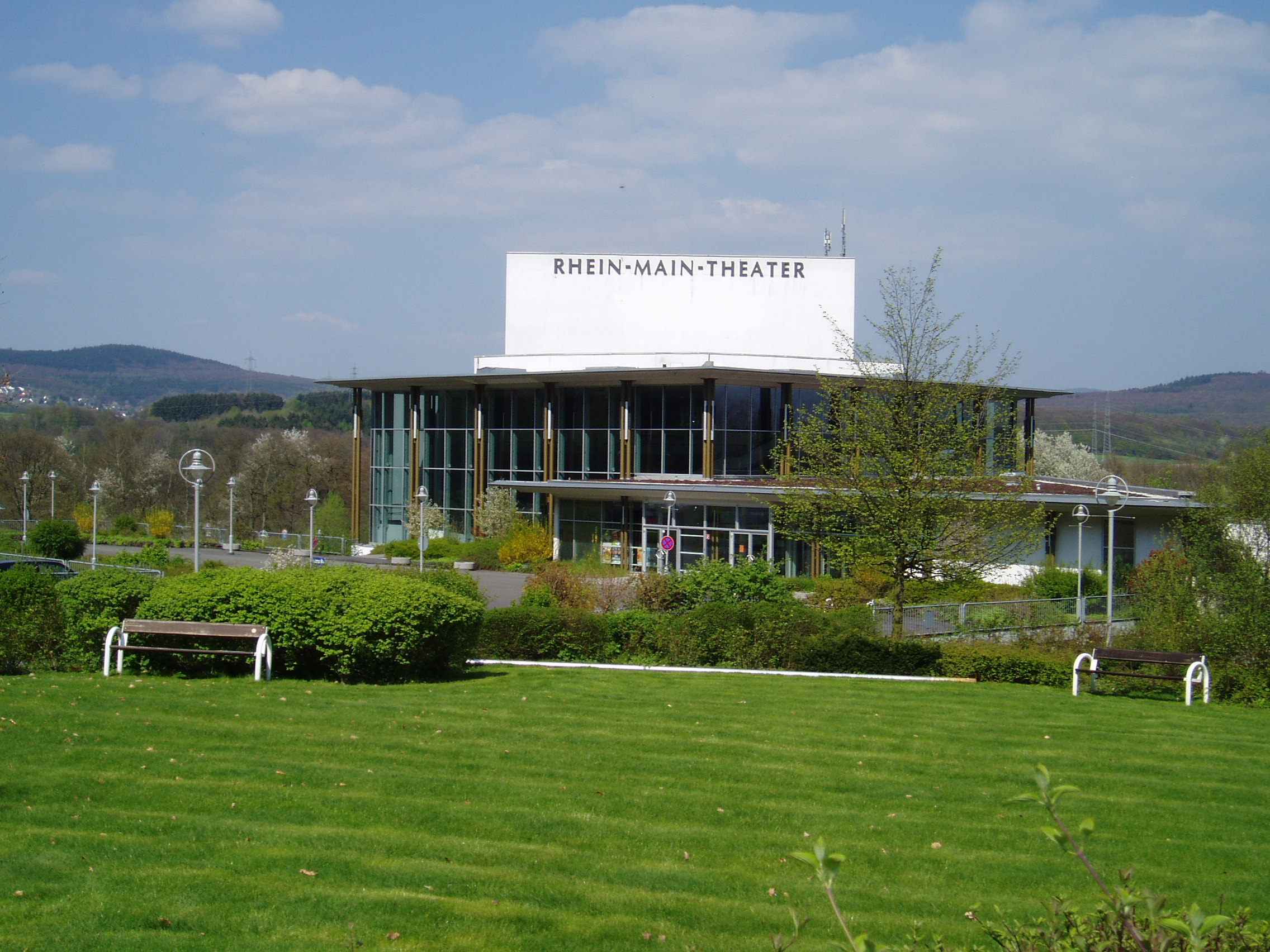
ライン＝マイン劇場

### ライン＝マイン劇場
アウトバーンのニーデルンハウゼン・インターチェンジ近くに位置する、有名なライン＝マイン劇場は、様々な国際イベントに利用された。平土間と2つのボックスに分かれた1566席のこの劇場は、アンドリュー・ロイド・ウェッバーのミュージカル「サンセット大通り」のドイツ初演のために、1993年から1995年に約2500万ユーロを費やして建設された。この作品は、1995年12月から1998年8月まで有名なミュージカルスターのウーヴェ・クレーガーとヘレン・シュナイダー（後にダニエラ・ツィーグラー）によって上演されたが、経済破綻を免れなかった。現在は様々なイベントがこの劇場で開催されている。この劇場のために造られたレントヒェス鉄道の駅は1996年に開業したが、劇場が一時閉鎖した1998年に廃止された。

### その他のイベント会場、施設
ライン＝マイン劇場の他にもニーデルンハウゼンにはいくつかのイベント会場がある。ツェントルム・アルテ・キルヒェや青年クラブ「I4」がその例である。ヴィースバーデナー通りの旧カトリック教会は、教会組織がバーンホーフ通りの新しい建物に移転した後、取り壊しの危機にあった。1980年に民間団体が99年間の賃借契約を結び、この建物は保護文化財に指定され、修復が行われた。この教会は現在、朗読会、コンサート、演劇上演、美術展などに利用されている。
青年会は、1980年代末に町の提案と支援を受けて組織された。1992年に町役場の向かいにある荒廃した建物を獲得する以前は、アウタールハレに拠点を置いていた。青年会は獲得したヴィースバーデナー通り2番地の建物（略して「W2」と呼ばれる）を自主的に活気ある場所に造り替えていった。この建物は最終的には取り壊されることとなり、移転した。彼らは、2000年に町が買収した、町役場隣の屠畜場を有するかつての肉屋をボランティア作業でコンサートおよびイベント会場に改築した。現在は、この I4（イトシュタイナー通り4番地）で定期的に青年会や多くの活動グループがロックコンサートやパーティーを行っている。
アウタールハレは、タイスタールシューレや地元のクラブが体育館として利用するだけでなく、移動可能な観客席や柔軟性により、定期的に開催されるメッセ、展覧会、その他のイベントの会場としても利用されている。かつては、FDP や GRÜNE がヘッセン州党大会を開催し、町政委員会もここで行われる。このホールは、ニーデルンハウゼンのケルプ（教会祭）で、「祝祭テント」として利用されたこともある。

### クラブ、協会
ニーデルンハウゼンでは約100のクラブ、1,000人以上の会員という注目すべき数の活発なクラブ活動が行われている。多くの無償ボランティアがこの活動を可能にしている。多くはスポーツに関するクラブである。最も成功しているクラブは、ほぼ純粋なサッカークラブの SVニーデルンハウゼンである。このクラブは、2006年にグルッペンリーガ・ヴィースバーデンに昇格すると急速に地歩を固め、昇格に向けてプレイしている。有名な選手では、1.FSVマインツ05 に所属したこともあるプロ選手クリストファー・イームが所属していた。シュポルトフェライン・ニーダーゼールバッハ1951では、サッカー部門を中心とするクラブである。両クラブはそれぞれ、G-ユーゲントからシニアクラブまで年齢層の異なる最大18チームが登録されている。ニーダーゼールバッハは一時期ベツィルクスオーバーリーガ・ヴィースバーデンに所属したが、現在は A-クラッセ・ラインガウ＝タウヌスに属している。SVニーダーゼールバッハのバレーボール部門は1981年から存在する。SVニーダーゼールバッハにはこの他に、ランニング部門やノルディック＝ウォーキング部門がある。
約1000人の会員を擁するこの町で最大のスポーツクラブであるトゥルンゲマインデ1896ニーデルンハウゼン、トゥルン・ウント・シュポルトフェライン・ケーニヒスホーフェン1898、トゥルン・ウント・シュポルトフェライン・エンゲンハーン1977、トゥルンゲマインデ1899オーバーヨスバッハは他種目スポーツクラブである。最初の2つのクラブは陸上競技部門や体操部門が定期的に大会（ドイツ体育祭やヘッセン州体育祭）に参加している。4つのクラブはいずれもクラブハウスやトレーニンググラウンドを有している。TGニーデルンハウゼンはこれに加えてバスケットボール部門を有しており、時には10チームを超える。その男子第1チームと女子第1チームはそれぞれクライスクラッセ A に参加している。
会員数約150人の DLRGニーデルンハウゼン地区連合は、水泳訓練や救難泳法の訓練にヴァルトシュヴィムバートを用いている。この団体には活発な青年部門があり、初期救助の訓練を行っている。
テニス＝クラブ・ニーデルンハウゼンは会員数約400人で、9面のサンドコートと3面の室内コートで活動している。室内テニス場にはこの他にスカッシュのコートが数面ある。日本式の護身術を身につける合気道クラブは会員数約130人で、注目に値する。同じく特筆すべきが、馬術・乗馬愛好会ニーデルンハウゼン/Ts (IRFN) である。この団体が所有するアム・ハーンヴァルト乗馬場には、厩舎の他に調教場、障害飛越競技用馬場、室内馬場がある。
この他の会員数が多いクラブには、会員数約600人のニーデルンハウゼン・スキー＝クラブ、ケルベゲゼルシャフト・ファイヒェンブラウ・オーバーヨスバッハ、会員数約130人のケルベボルシュ・ケーニヒスホーフェンがある。また、ケルベフェライン・ニーダーゼールバッハ、新興住宅地シェーファースベルクでシャーファースベルクフェストをはじめとする様々なイベントを開催知るシェーファーベルクチーム、男声合唱団フロージン1875エンゲンハーン、1873ニーデルンハウゼン、アイントラハト1885ニーダーゼールバッハ、および各地区の消防団もある。最も小さな地区には、伝統や封土の遺産を護る文化団体オーバーゼールバッハ郷土・文化協会がある。
会員数約200人のケーニヒスホーフェン射撃協会1959は、10×10 m のエアガンスタンドをもつ室内射撃場および 10×25 m と、6×50 m の屋外射撃場を有している。
ボーカル＝アンサンブル「ル・クルージュ」は、全国的に有名な女声合唱団である。この合唱団は、1977年に音楽監督ヴォルフガング・ディーフェンバッハによって創設され、2010年まで彼が指揮をしていた。この合唱団には14歳から75歳まで、約55人が所属している。このアンサンブルはいくつかの録音を制作しており、地域および国際合唱コンクールで36回優勝し、ヘッセン合唱コンクールでも1位を獲得したことがある。

### 年中行事
ニーデルンハウゼンでは以下の年中行事が行われている（抜粋）
- ギッケルラウフ・エンゲンハーン（9月の第3日曜日に開催されるクロスカントリー大会、家族祭）
- 射撃大会（ケーニヒスホーフェン射撃協会、11月中旬）
- ワインフェスト・ニーデルンハウゼン（ウィルレイク広場）
- ツェルトケルプ・ケーニヒスホーフェン（ケーニヒスホーフェン祝祭広場、8月の第3週末）
- オーバーヨスバッハー・ケルプ（オーバーヨスバッハ公民館）
- シュポルト＝シュピール＝シュパース（ヤーンハレ、9月初め）
- ニーデルンハウゼン・クリスマスマーケット（ウィルレイク広場とバーンホーフ通り、アドヴェンの第1週末）
- 展覧会「形状・造形・色彩」（アウタールハレ）
- ラン展（アウタールハレ）
- 産業展
- アウタールアレーナの人工芝競技場でのSVニーデルンハウゼンの試合
- 大規模な馬場馬術と障害飛越競技の大会（ニーデルンハウゼン乗馬場）
- ニーデルンハウゼン消防団の真夏の夜祭（ハンマーグルント）
- アップルワインマーケット（ウィルレイク広場、8月末）

### 見所

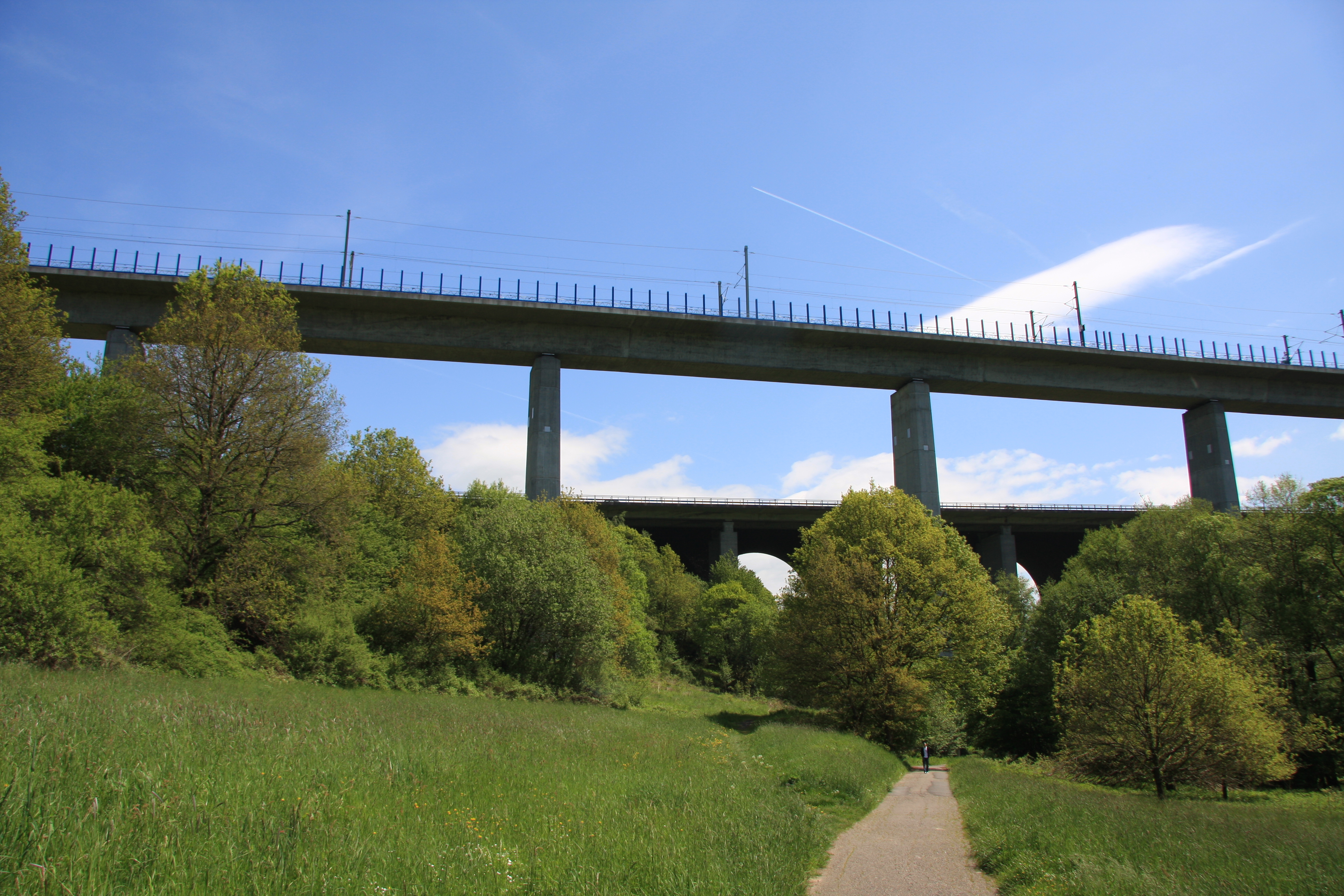
タイスタール橋

#### タイスタール橋
この街の象徴的建造物が、1937年から1939年に建設され、1970年代に拡幅されたタイスタール橋である。この橋は連邦アウトバーン A3号線の一部としてタイスタールに架かる、16のアーチからなる全長 500 m の橋で、高さは最大 46 m である。これと並行に1990年代に ICE ケルン - ライン/マイン線の橋がほぼ同規模で建設された。タイスタール橋のアーチのモチーフは、町の行政やいくつかの団体によってシンボルとして用いられている。

#### 福音主義クリストゥス教会
福音主義クリストゥス教会は、1904年から1905年にユーゲントシュティールの建築家ルートヴィヒ・ホフマンによって建設された。オルガンはフリッツ・ヴァイグレが1914年に制作したものである。

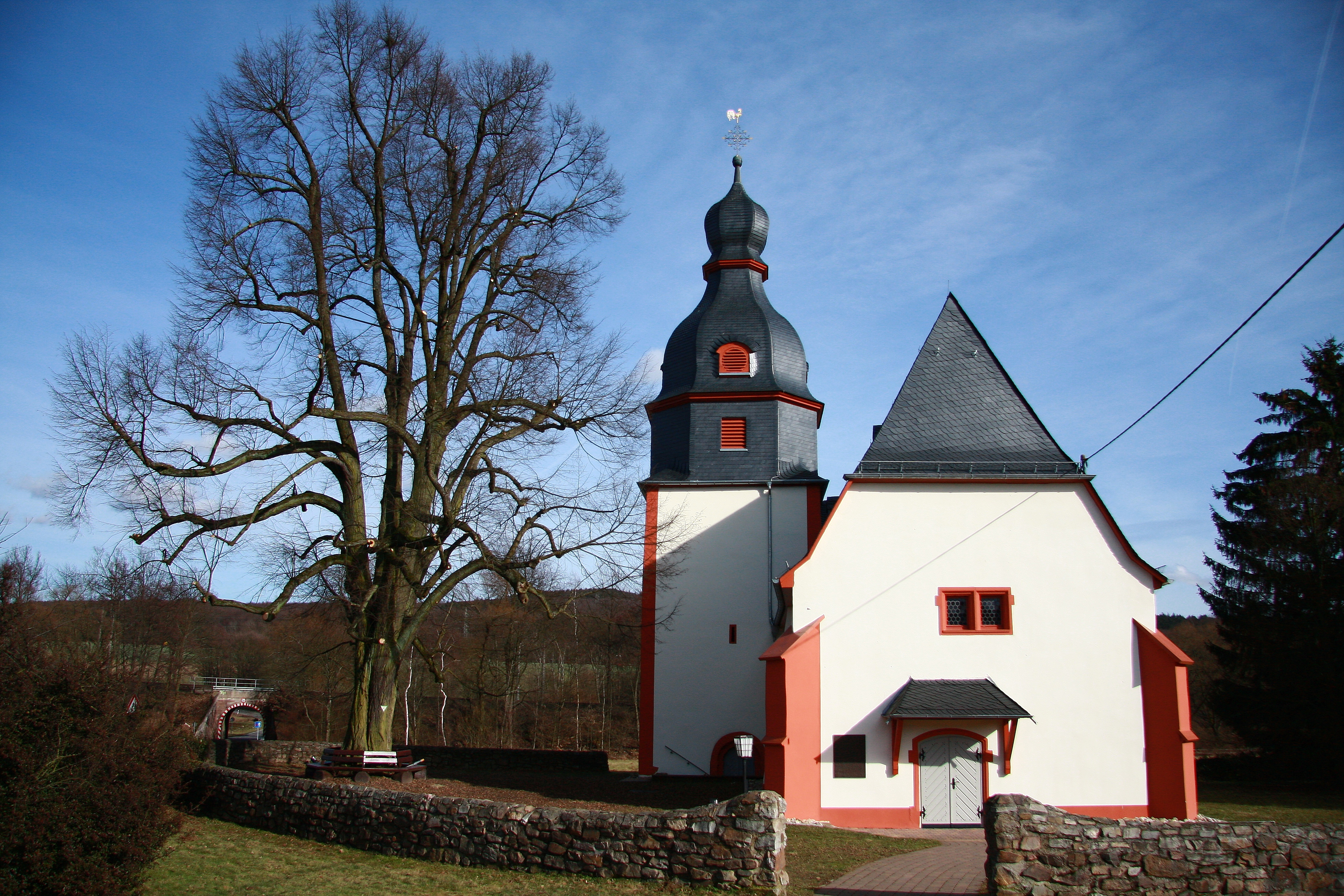
ニーダーゼールバッハのヨハネス教会

#### 福音主義ヨハネス教会
ニーダーゼールバッハのヨハネス教会は、中世からゼールバッハ地方の信仰および精神の中心地であった。この教会はニーデルンハウゼンの町域全体の中で最も価値の高い歴史的建造物である。この建物の建造年は不明であるが、ナッサウ伯によって1220年頃に教区が設けられた際には、先行する教会があったはずである。この教会が村の中心からやや離れた場所にあるという事実は、800年頃のカロリング朝ではそれが普通であったのだが、この教会がフェルトキルヒェとして建設された事を意味している可能性がある。教会は単廊式、平天井の身廊と内陣からなる簡素な建物である。北側にヴォールトの地下室をもつ塔が付属している。壁や内陣のいくつかの張り出しは、かつてあったゴシック様式の尖頭アーチのヴォールトの名残である。教会堂は15世紀に建設された。塔は1790年に建設されたウェルシュ風の屋根を戴いている。

#### カトリック教会
オーバーヨスバッハの聖ミヒャエル教会は、オーバーヨスバッハ教区が創設された1196年にまで遡る。この教会は何度も破壊され、1321年、1728年、そして最終的に1949年に再建された。
エンゲンハーンの聖マルタ教会は1890年から1891年にネオゴシック様式で建設され、1888年にオーバーヨスバッハ教区から分離されて以後はイトシュタインの教会区に属している。
ニーデルンハウゼンの古いカトリック教会は、この発展する町のカトリック住民がオーバーヨスバッハへ通うのを避けたことから、1885年に完成した。ケーニヒスホーフェンの教会への資産分与をめぐる、いわゆる礼拝堂紛争後、1904年10月1日にマリエ・ゲブルト教会が設立され、1921年5月1日リムブルク・アン・デア・ラーンの司教によって教区に昇格した。1960年にバーンホーフ通りに新しい教会が建設されたため、現在この建物は文化センターとして利用されている。教会組織は、新しい教会への移転後はマリア・ケーニギン教会と呼ばれている。

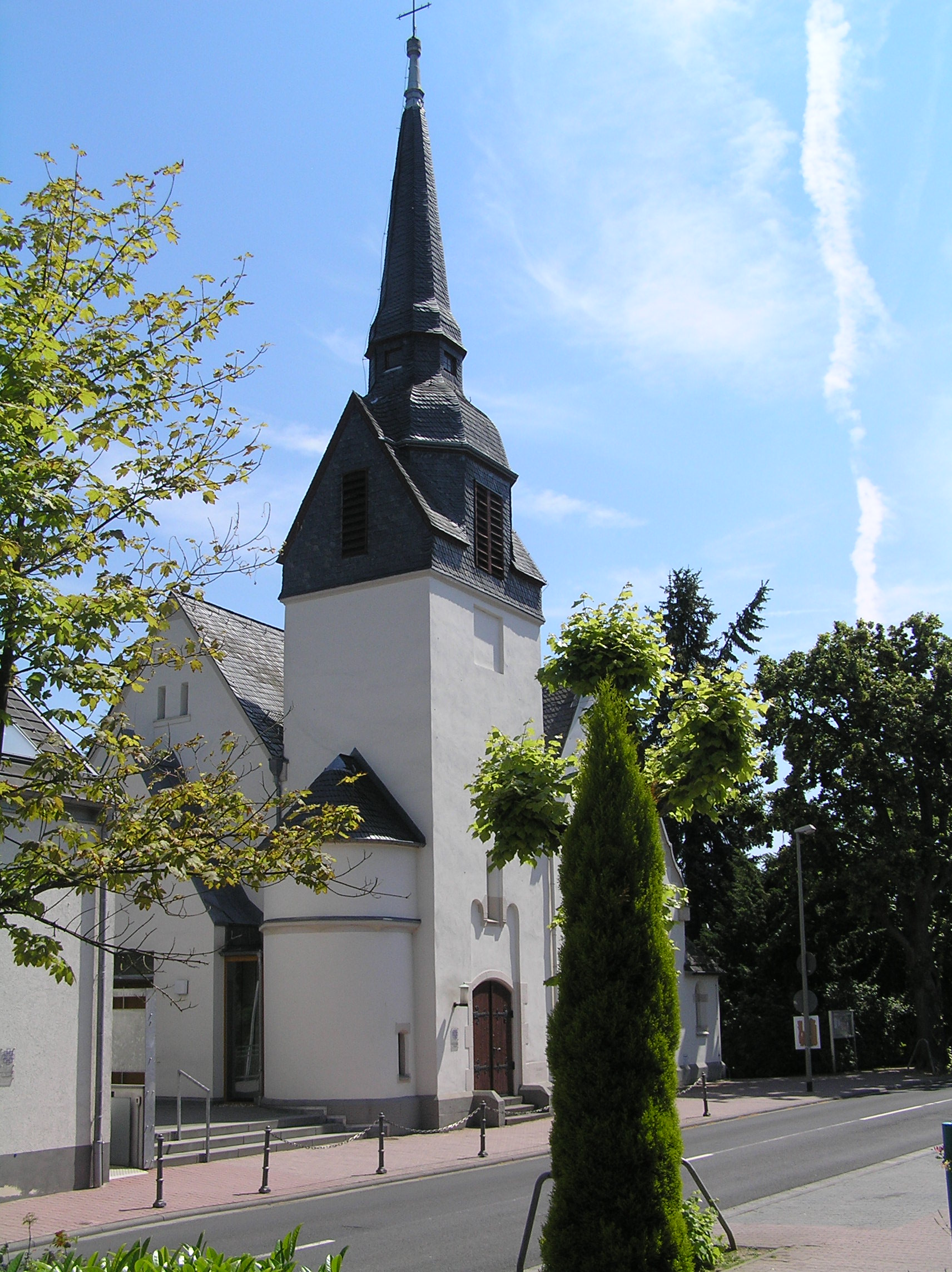
ニーデルンハウゼンの福音主義教会
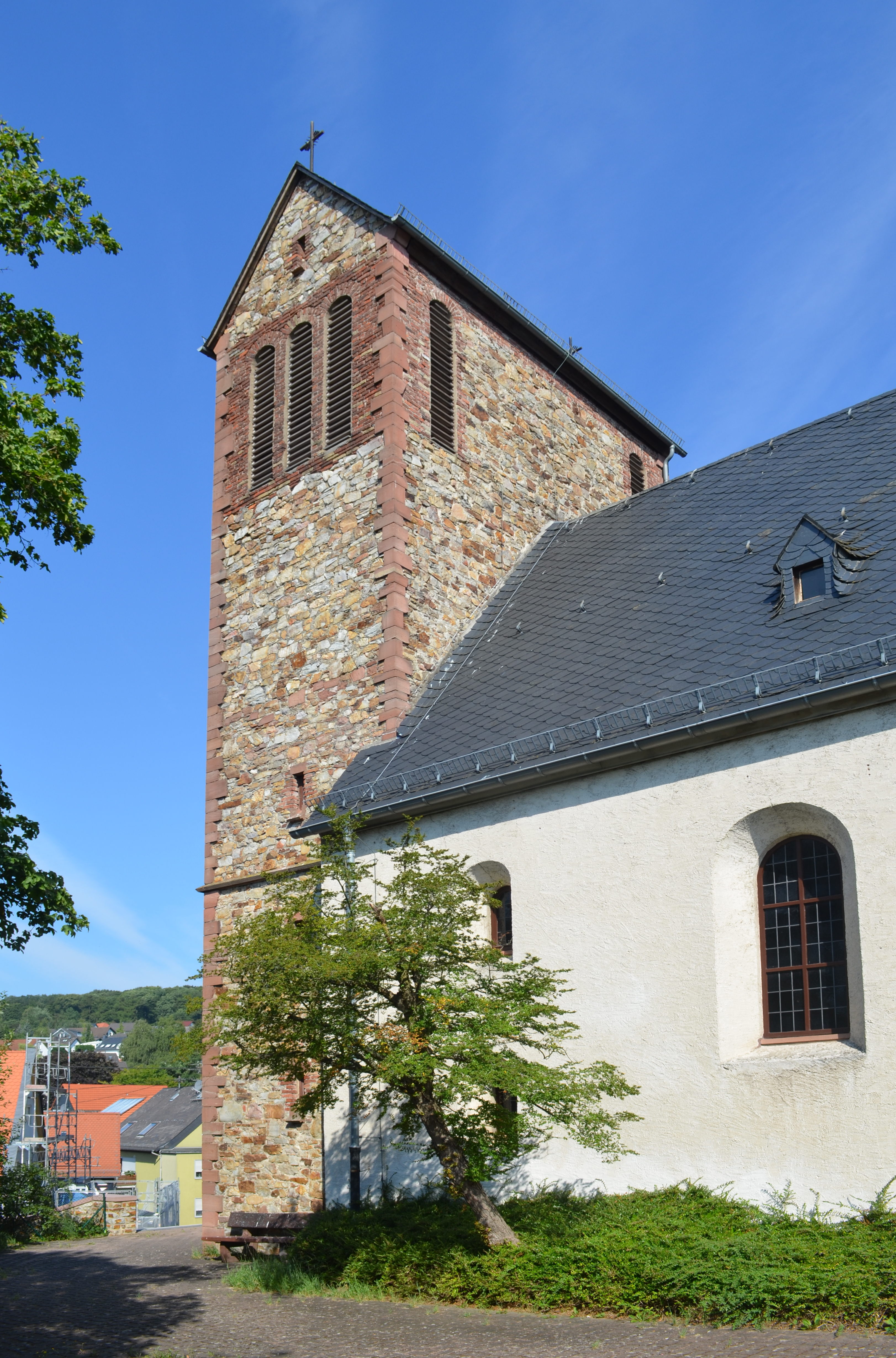
オーバーヨスバッハの聖ミヒャエリス教会
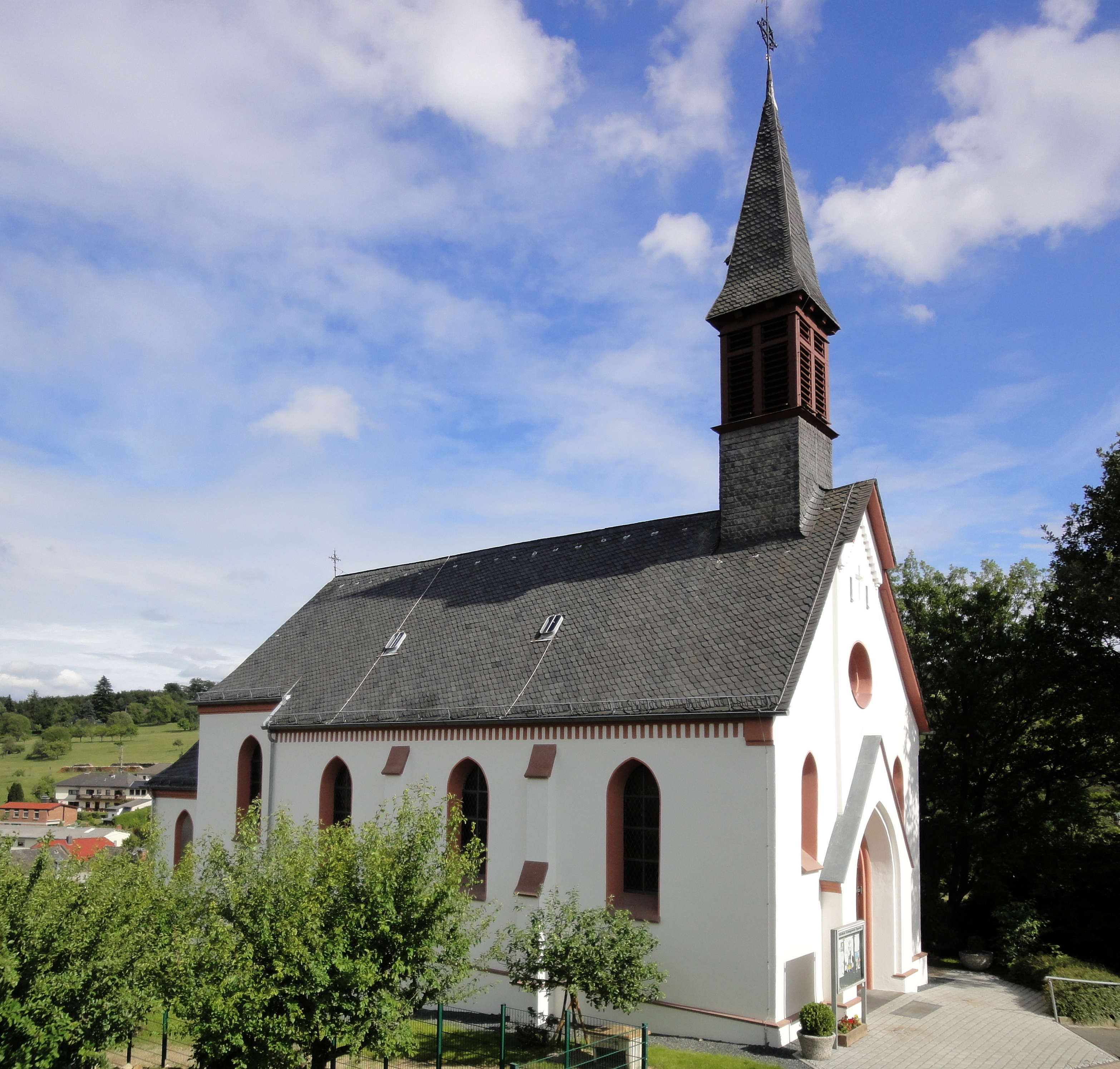
エンゲンハーンの聖マルタ教会
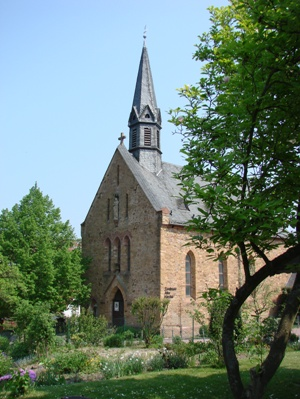
ニーデルンハウゼンのマリエ・ゲブルト教会
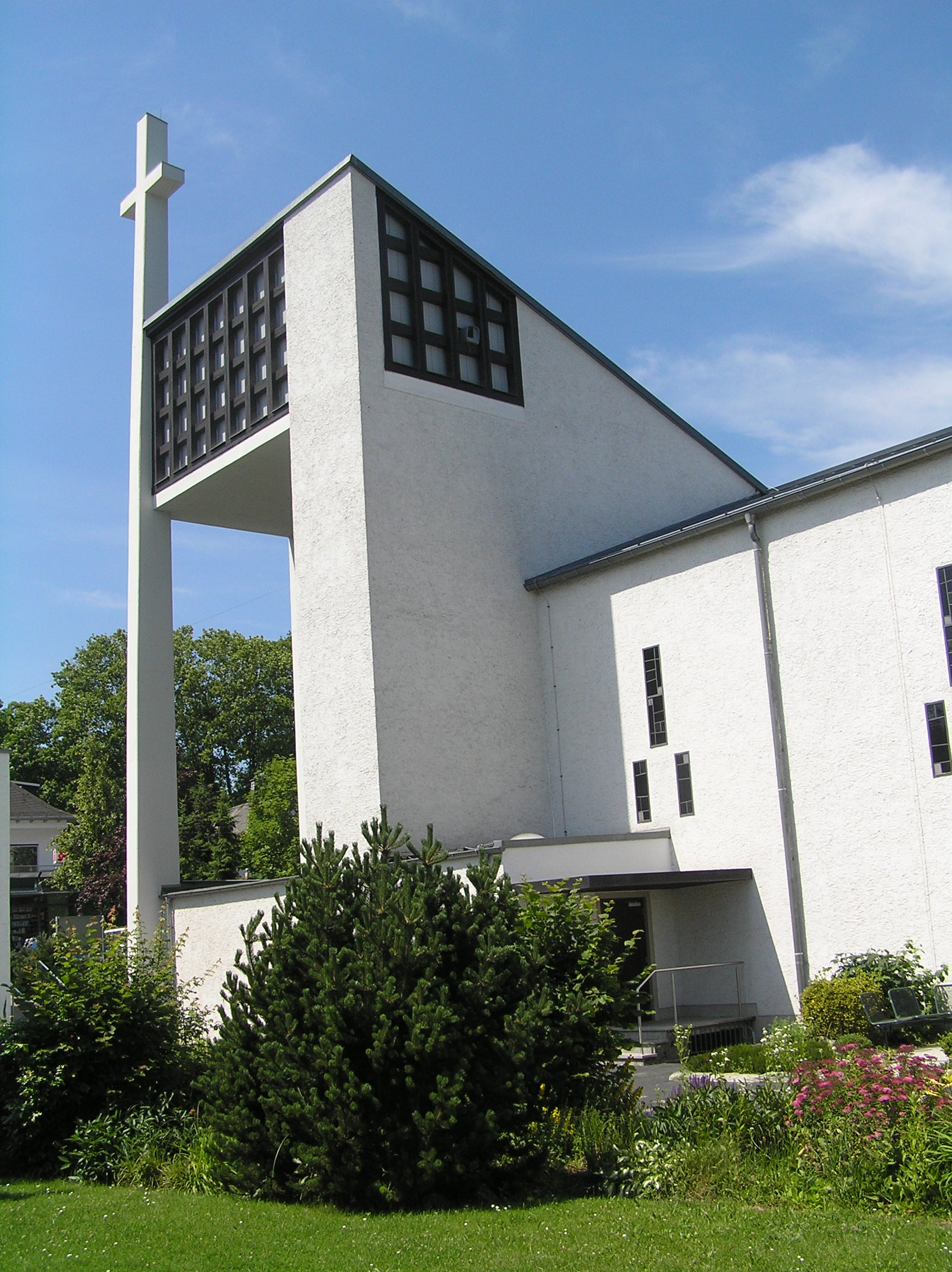
マリア・ケーニギン教会

#### 歴史的町役場と校舎

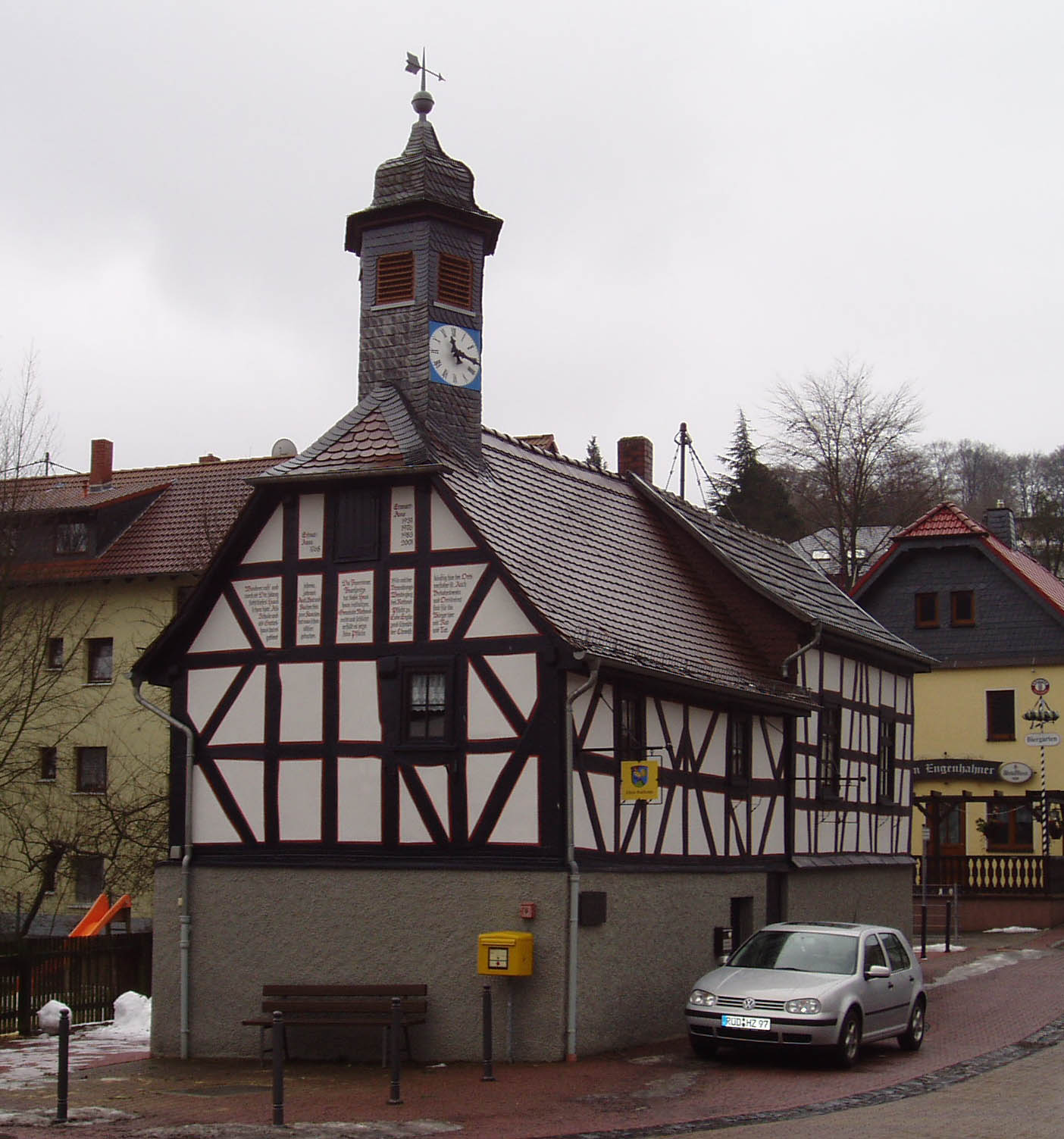
エンゲンハーンの旧町役場

旧町役場はオーバーヨスバッハとエンゲンハーンに遺されている。エンゲンハーンの町役場は1768年頃に建設され、1820年から学校として利用され、その後1977年まで町の行政機関が入居していた。この建物はオーバーゼールバッハの旧パン焼き小屋と同じように保護文化財に指定されている木組み建築である。
ニーデルンハウゼンの町役場は、現在は町の行政機関所在地となっているが、元々は1903年に建設された校舎で、ここに町長の執務室も置かれていた。1981年に立派な建物に増築され、現在ではこの町のもう一つの象徴的建造物となっている。

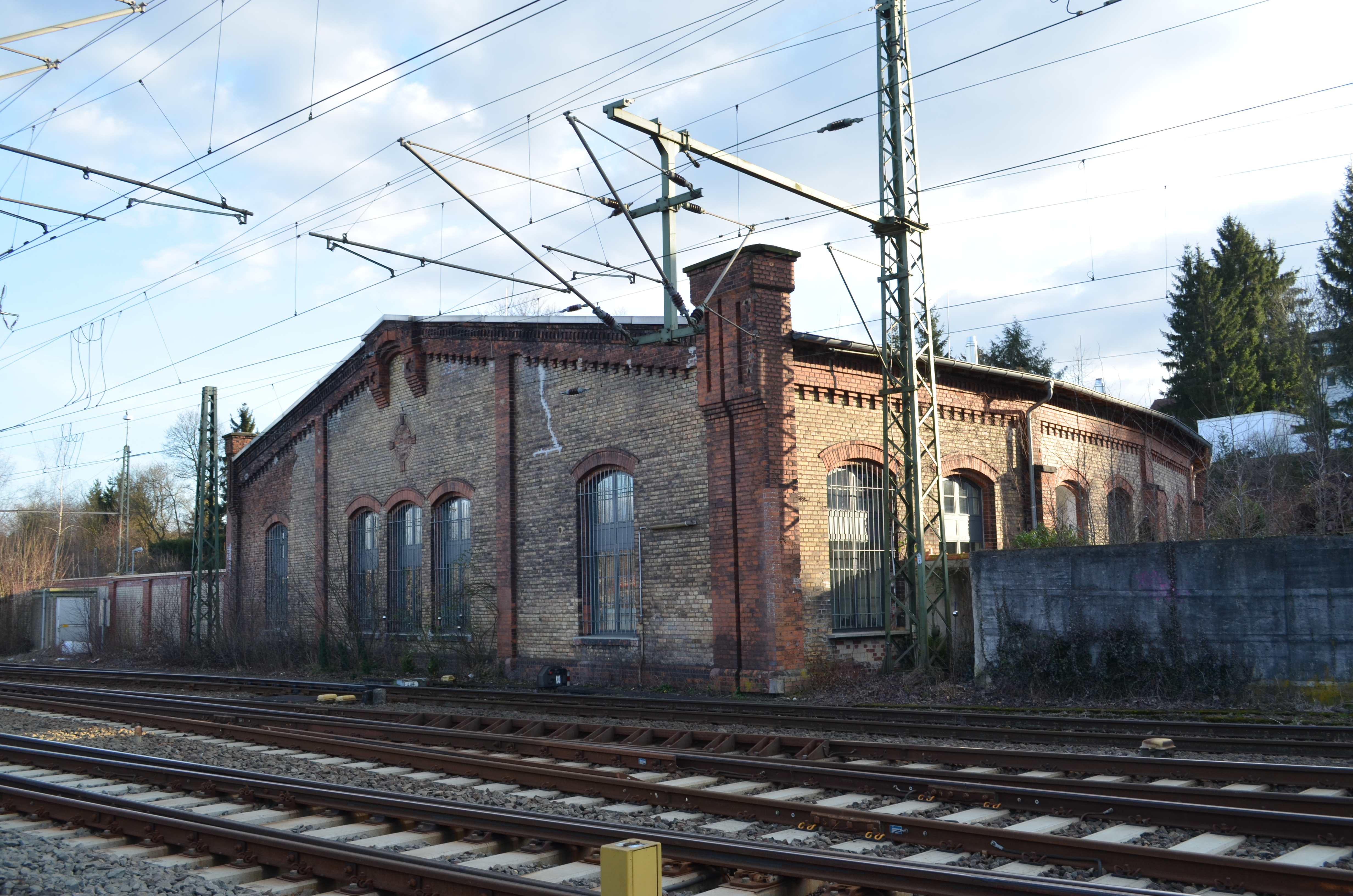
ケーニヒスホーフェンの旧車両倉庫

#### その他の歴史的建造物
町役場のすぐそばに建つ、17世紀の終わり頃に建設された古い旅館「ツーム・アンカー」は、その背後に波乱に富んだ歴史を背負っていた。この建物では、1734年から旅館が営まれていた。この建物も保護文化財に指定されていたが、倒壊の危険が生じたため、2008年2月23日に取り壊された。
ケーニヒスホーフェンでは、古い車両倉庫と古い給水塔が、ニーデルンハウゼンが鉄道の牙城であった時代を物語っている。この他に、シェーン・アウスジヒトの泡沫会社設立時代の邸宅群も見所であり、保養地としてのニーデルンハウゼンの時代を印象づけている。

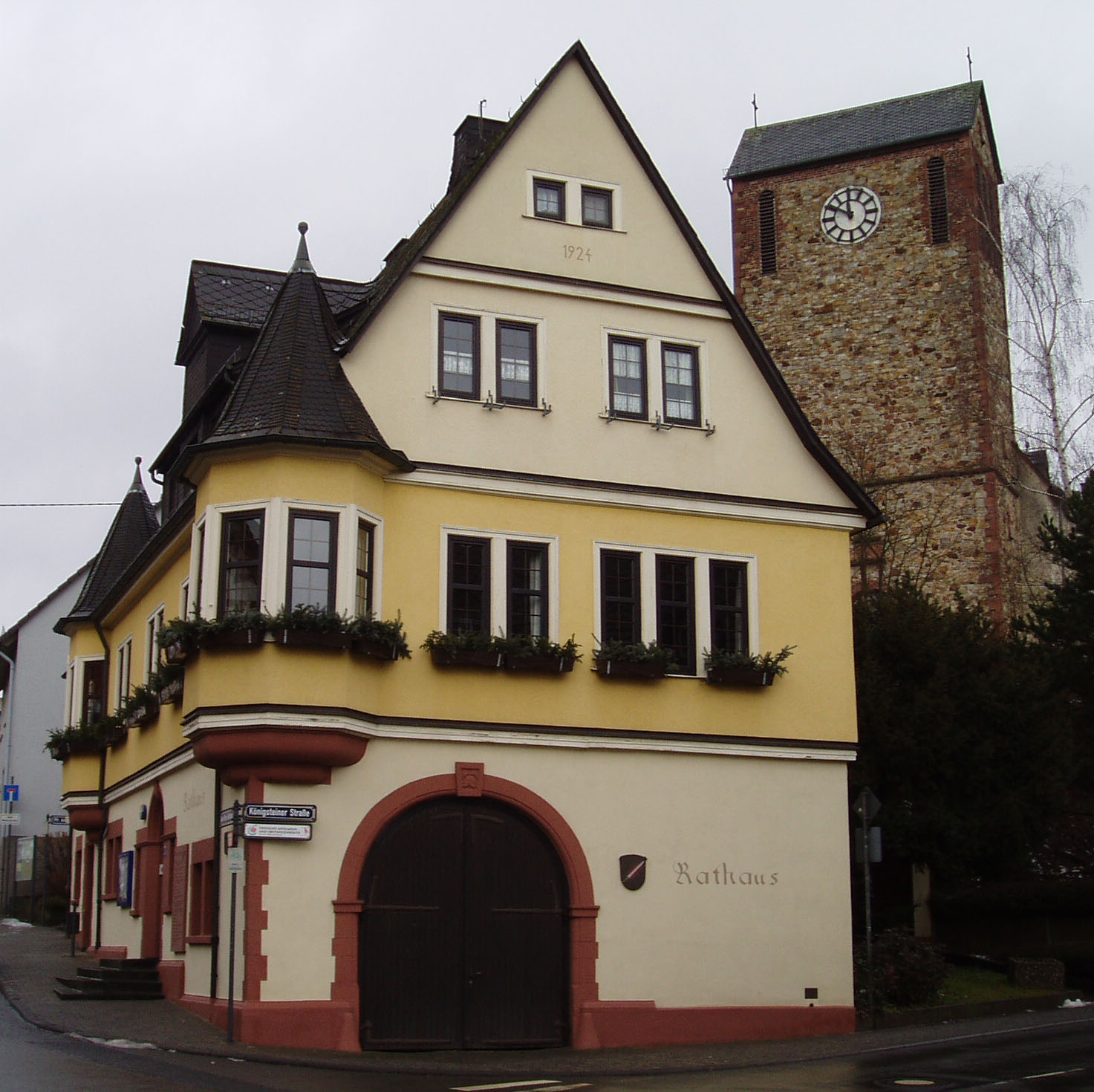
オーバーヨスバッハの旧町役場
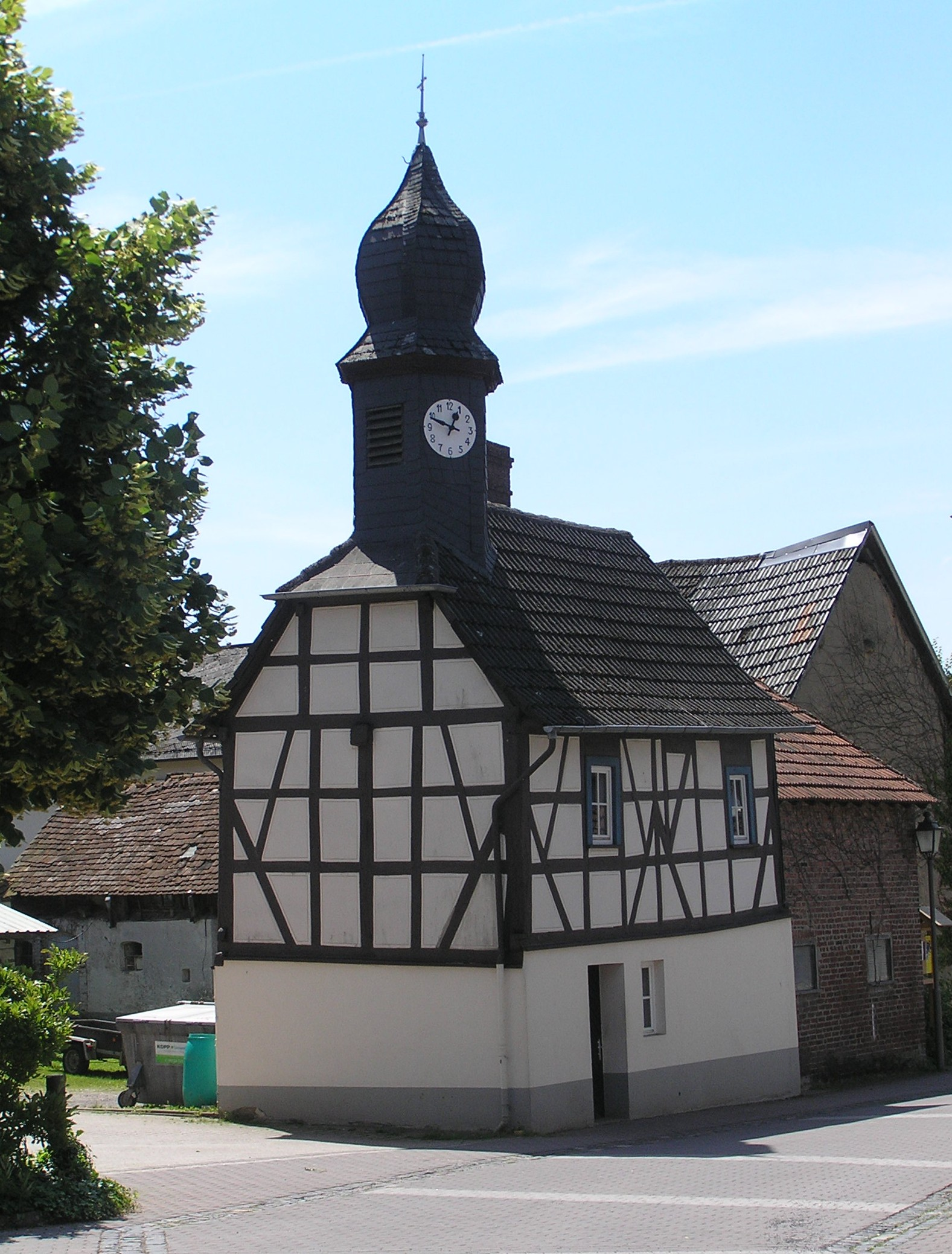
オーバーゼールバッハの町役場とパン焼き小屋
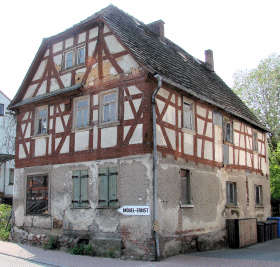
取り壊される直前2008年の旅館「ツーム・アンカー」
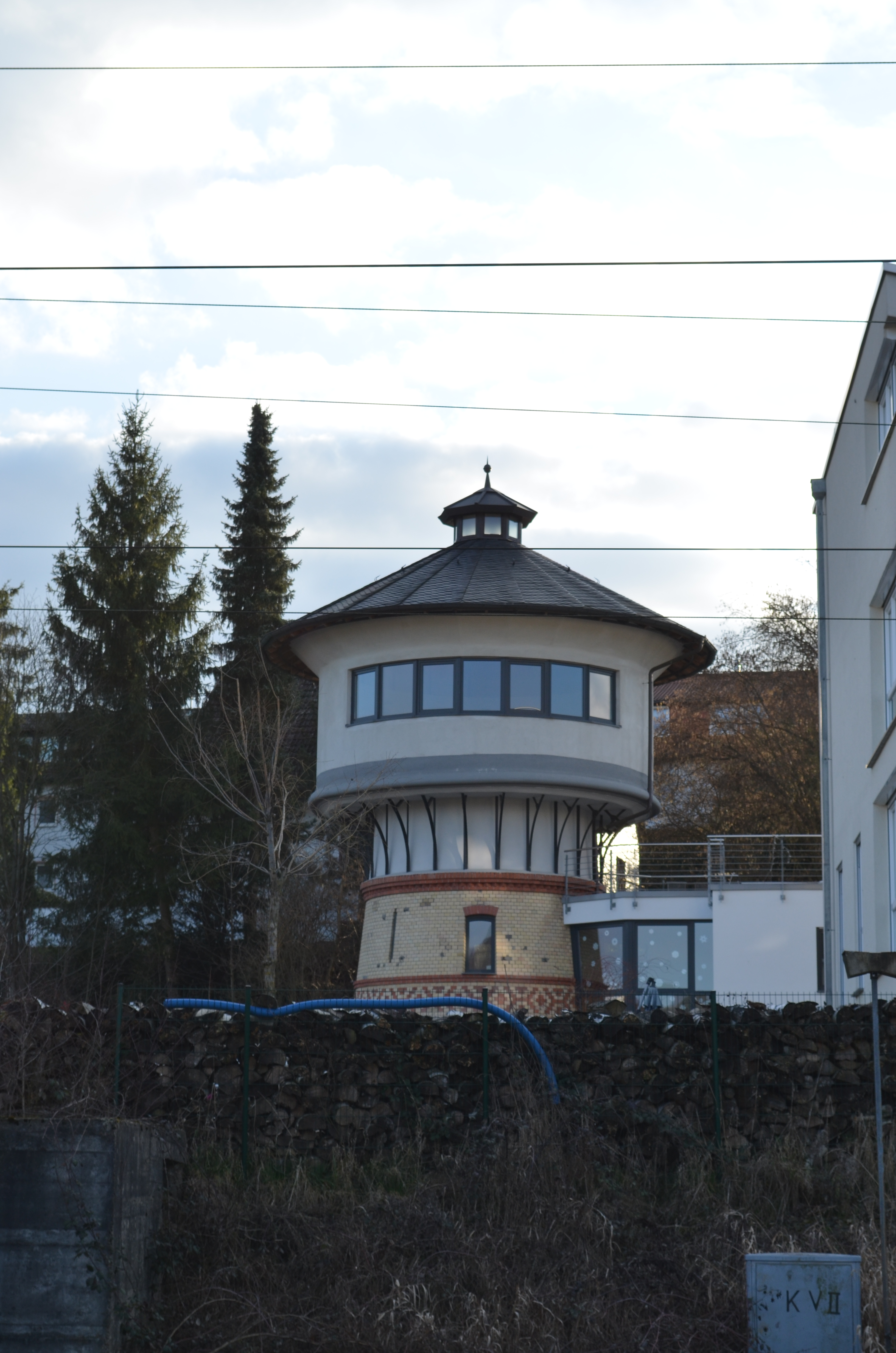
ケーニヒスホーフェンの給水塔
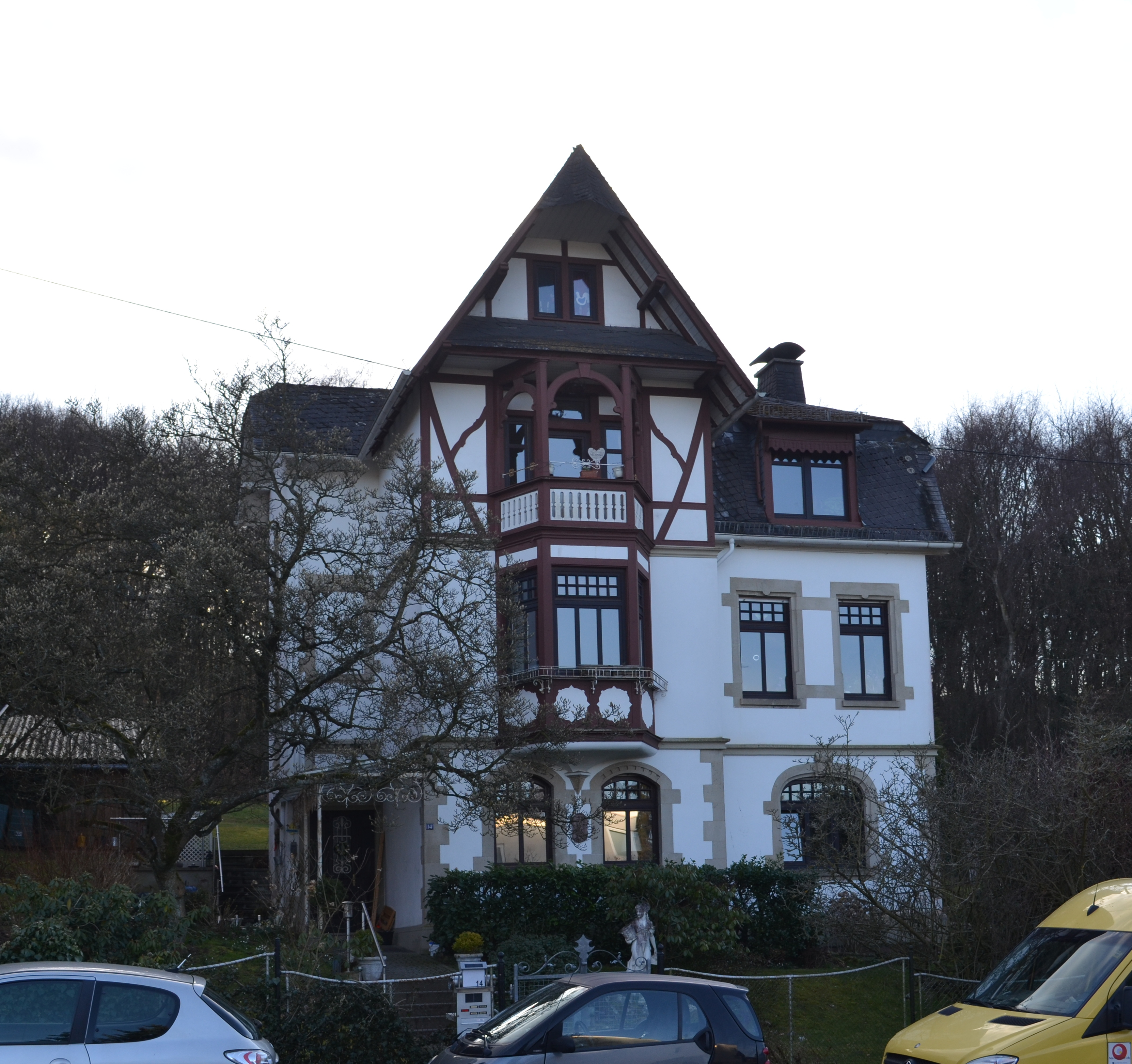
シェーン・アウスジヒト14番地の邸宅

### 自然

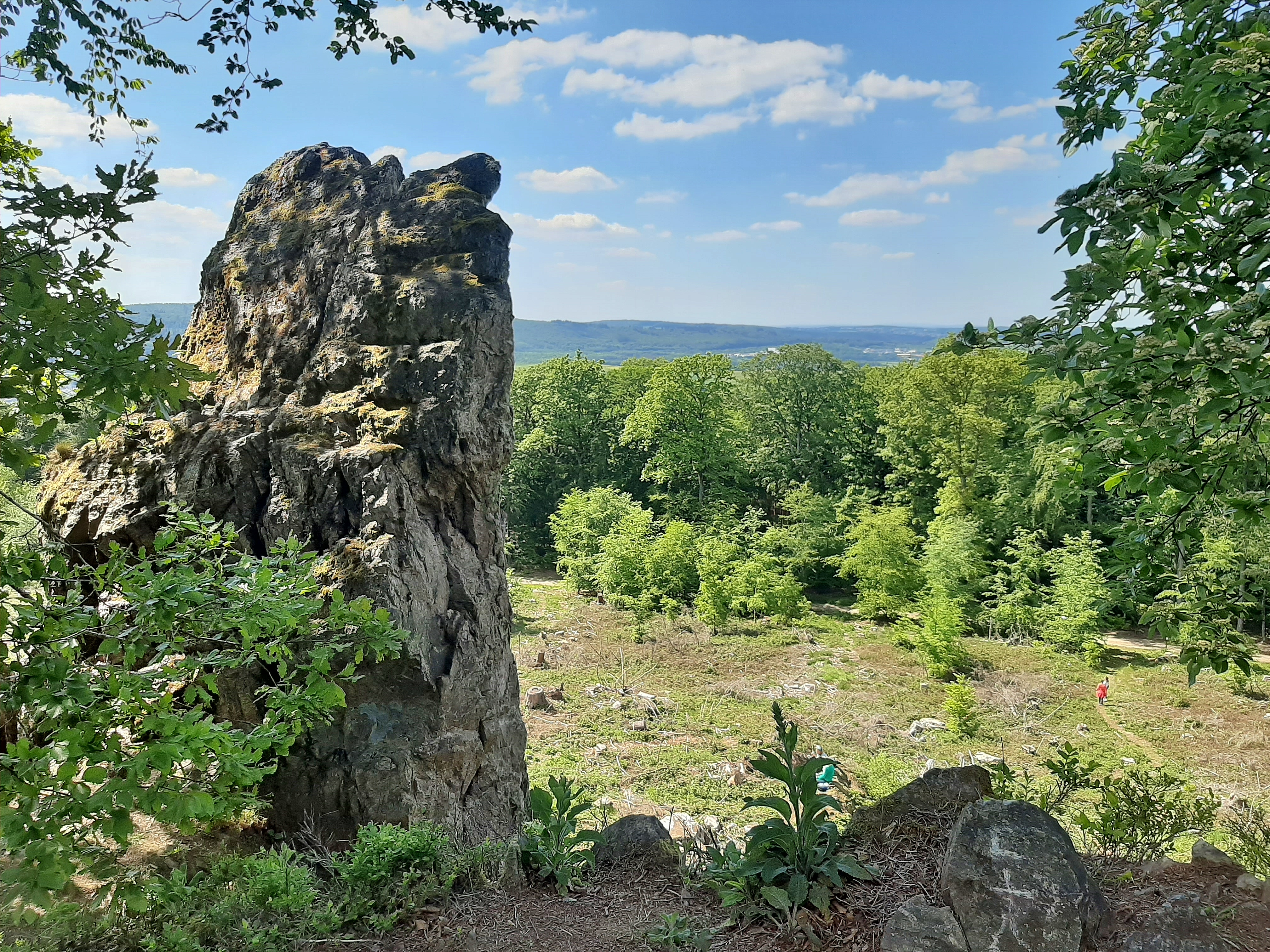
ホーラー・シュタイン

大部分が森に覆われたライン＝タウヌス自然公園は、この町の町域内にあり、その一部は住居の建つ地区と境を接している。ニーダーゼールバッハ - エンゲンハーンのラインと、それと並行に延びるタイスタール保養地・自然保護区との間の山並みは、地形上、特に魅力的である。その最も高い山が海抜 592 m のホーエ・カンツェルである。町内には西から東に向かう谷があり、その斜面にニーデルンハウゼンの住宅地がある。オーバーヨスバッハには樹齢500年のオークがあり、ニーデルンハウゼンの北にあたるエーゼルスコプフには森の中に奇妙な岩石群（ホーラー・シュタイン）がある。

## 人物

### ゆかりの人物
- ラ・ヤーナ（ドイツ語版、英語版）（1905年 - 1940年）ダンサー、女優。母と妹がニーデルンハウゼンに住んでいた。
- カール＝オットー・アーペル（1922年 - 2017年）哲学者、フランクフルト大学教授。ニーデルンハウゼンで亡くなった。
- ペーター・ヴェック（ドイツ語版、英語版）（1930年 - ）オーストリアの俳優、映画監督、プロデューサー
- ヘレン・シュナイダー（ドイツ語版、英語版）（1952年 - ）アメリカの歌手、女優
- ズーザンネ・フレーリヒ（ドイツ語版、英語版）（1962年 - ）作家、ヘッセン放送のキャスト。一時期エンゲンハーンに住んだ。
- イェンス・ツェムケ（ドイツ語版、英語版）（1966年 - ）自転車競技選手
- イェンス・ケラー（1970年 - ）サッカー選手。2007年までニーデルンハウゼンに住んだ。

## 関連図書
- Heinz Hirt (2002). 1877–2002: 125 Jahre Main-Lahn-Bahn Höchst-Limburg. Eppstein (Taunus): Eppsteiner Zeitung Dr.- und Verl.-GmbH. ISBN 978-3-00-010714-6
- Karl Leiner (1977). Panorama Niedernhausen – ein Kultur- und Lebensbild im Zeitenlauf von sieben Jahrhunderten. Niedernhausen
- Adolf Tham (1986–1989). Heimatgeschichte Niedernhausen. herausgegeben vom Gemeindevorstand der Gemeinde Niedernhausen (1) - (4)
- Festschrift 700 Jahre Niedernhausen-Königshofen, (1983)
- Irmtraud Pöllmann (2009), Willkommen in Niedernhausen, Königshöfer Dorrebäcker
- Friedhelm Gerecke (2010). Historismus, Jugendstil, Heimatstil in Hessen, im Rheinland und im Westerwald. Petersberg: Imhof. ISBN 978-3-86568-458-5
- ニーデルンハウゼン - Hessischen Bibliographie
- ニーデルンハウゼンの著作およびニーデルンハウゼンを主題とする文献 - ドイツ国立図書館の蔵書目録（ドイツ語）より。

### 原注
1. ↑  公的な宗教団体に属さない者

### 訳注
1. ↑  ドイツ語: Kerbは、教会開基祭を起源とする祭で、ケルベゲゼルシャフトやケルベボルシュはその実行委員にあたる
2. ↑  ドイツ語: Feldkirche村から離れた野原に建てられた教会